# Architettura achemenide

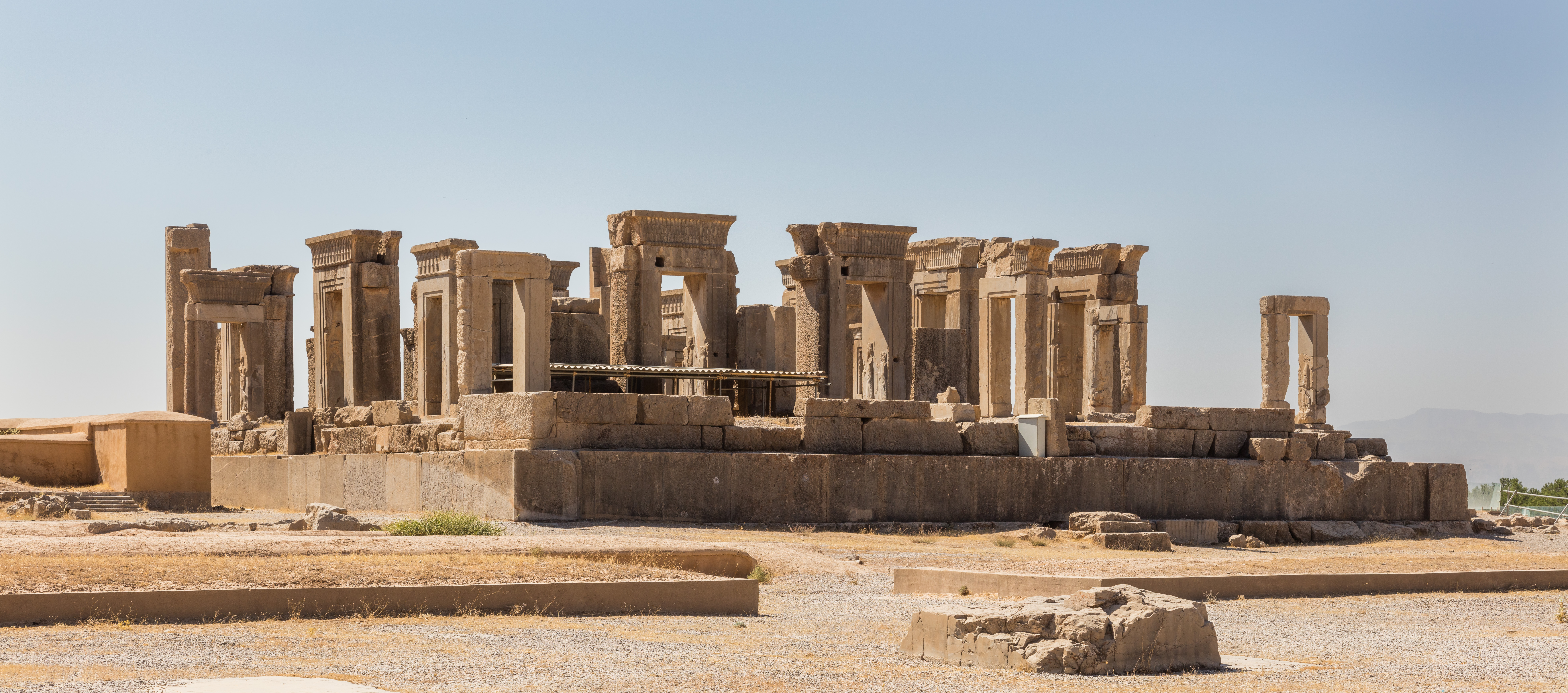
Veduta d'insieme del sito di Persepoli

L'architettura achemenide comprende tutte le realizzazioni architettoniche dei persiani achemenidi che si manifestano nella costruzione di città spettacolari utilizzate come sedi di governo e anche inurbazione (Persepoli, Susa, Ecbatana), templi realizzati per il culto e incontri sociali (come i templi zoroastriani) e mausolei eretti in onore dei re caduti (come la tomba di Ciro il Grande). La caratteristica per eccellenza dell'architettura persiana era la sua natura eclettica con incorporati elementi assiri, egizi, medi e greci e asiatici che producevano però un'identità persiana unica nel prodotto finito. L'architettura achemenide è classificata accademicamente nell'architettura persiana in termini di stile.
Il patrimonio architettonico achemenide, a partire dall'espansione dell'impero intorno al 550 a.C., fu determinato da un periodo di crescita artistica che lasciò una straordinaria eredità architettonica che va dalla solenne tomba di Ciro il Grande a Pasargade alle splendide strutture della opulenta città di Persepoli. Con l'avvento del secondo impero persiano, la dinastia sassanide (224–624), fece rivivere la tradizione achemenide costruendo templi dedicati al fuoco e palazzi monumentali.
Forse le strutture più sorprendenti, esistenti fino ad oggi, sono le rovine di Persepoli, una città un tempo opulenta fondata dal re achemenide, Dario il Grande per essere adibita a funzioni governative e cerimoniali, e che era anche una delle quattro capitali dell'impero. Persepoli avrebbe richiesto 100 anni per essere completata e sarebbe stata infine saccheggiata e bruciata dalle truppe di Alessandro Magno nel 330 a.C. Simili infrastrutture architettoniche furono erette anche a Susa ed Ecbatana da Dario il Grande, per svolgere funzioni simili a quelle di Persepoli, come accoglienza di dignitari e delegati stranieri, svolgimento di cerimonie imperiali e anche residenze dei re.
Forse le strutture più sorprendenti, esistenti fino ad oggi, sono le rovine di Persepoli, una città un tempo opulenta fondata dal re achemenide, Dario il Grande per essere adibita a funzioni governative e cerimoniali, e che era anche una delle quattro capitali dell'impero. Persepoli avrebbe richiesto 100 anni per essere completata e sarebbe stata infine saccheggiata e bruciata dalle truppe di Alessandro Magno nel 330 a.C.  Simili infrastrutture architettoniche furono erette anche a Susa ed Ecbatana da Dario il Grande, per svolgere funzioni simili a quelle di Persepoli, come accoglienza di dignitari e delegati stranieri, svolgimento di cerimonie imperiali e anche residenze dei re.

## Pasargade

### Mausoleo di Ciro il Grande

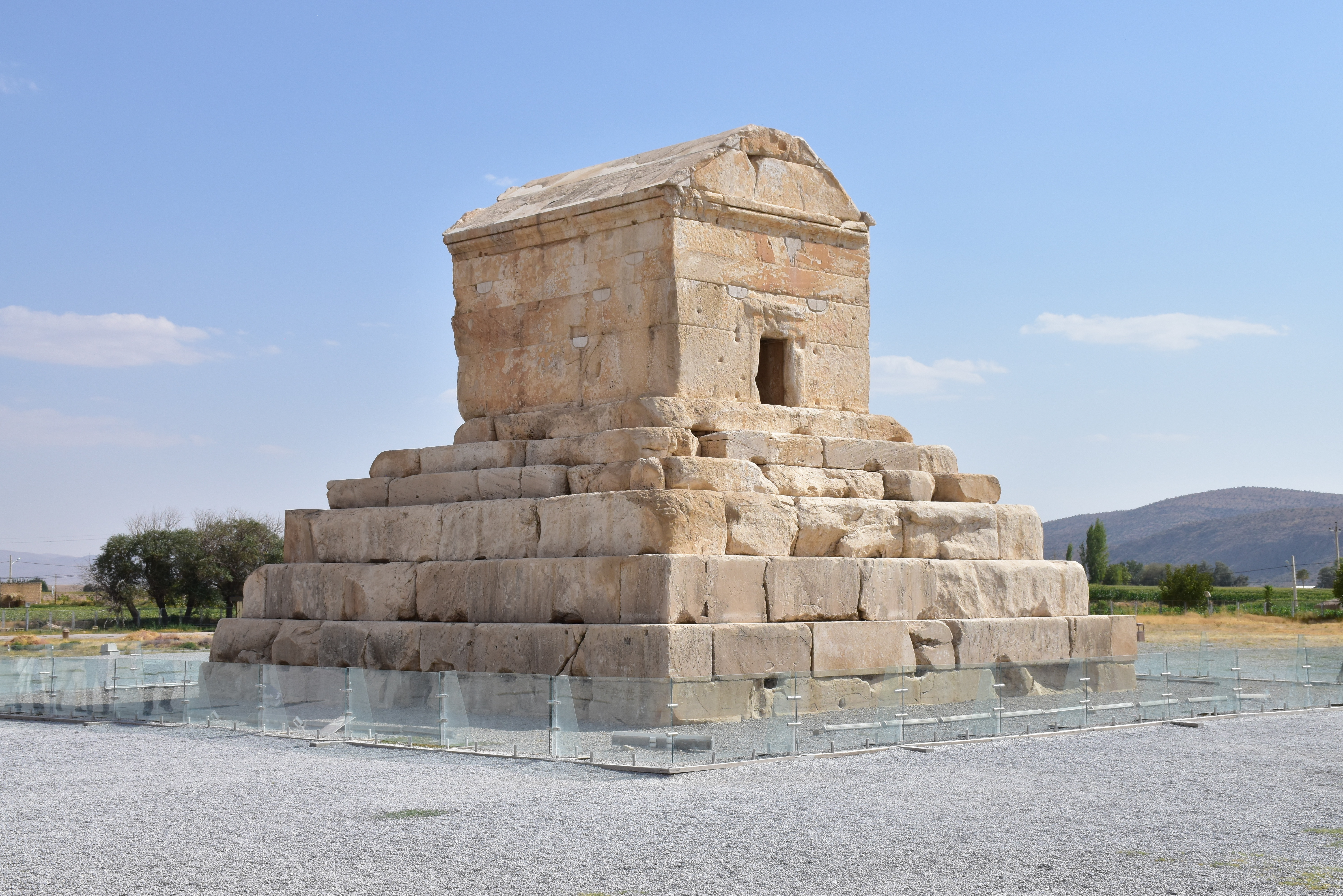
Mausoleo di Ciro il Grande a Pasargade

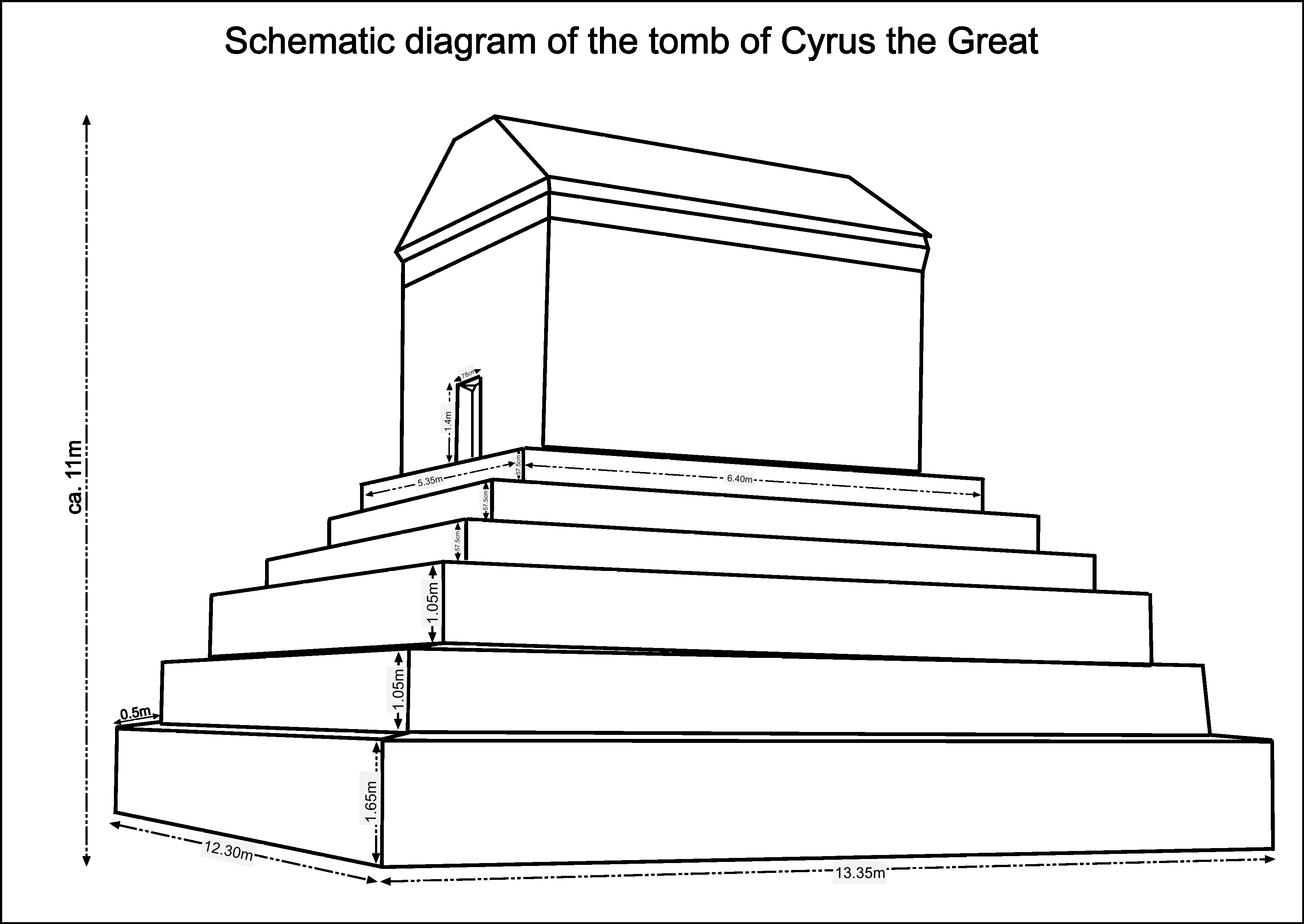
Disegno della tomba di Ciro

Nonostante avesse governato gran parte del mondo antico, Ciro il Grande progettò per sé una tomba estremamente semplice e modesta rispetto a quelle di altri re e sovrani antichi. La semplicità della struttura ha un forte effetto sullo spettatore poiché, a parte alcune modanature sotto il tetto e un piccolo rosone sopra il suo piccolo ingresso, non ci sono altre distrazioni stilistiche.

### Dettagli strutturali
Dopo la morte, le spoglie di Ciro il Grande furono sepolte nella sua capitale, Pasargade, dove oggi esiste ancora la sua tomba in pietra calcarea (costruita intorno al 540–530 a.C.). Gli antichi resoconti tradotti danno una vivida descrizione della tomba sia dal punto di vista geometrico che estetico; "Con la sua massiccia muratura in pietra e le superfici lisce, alleggerite dal minimo dettaglio decorativo, la tomba da un'impressione di dignità, semplicità e forza allo stesso tempo. Nel disegno combina due elementi distinti: un alto plinto composto da sei ordini di gradoni sfuggenti e una modesta camera tombale a con tetto a capanna. Nel suo stato originale la tomba misurava probabilmente circa 11,1 metri dal livello di fondazione un tempo nascosto fino all'apice del tetto. Dei sei ordini del plinto, il più basso ha un'altezza media di 1,65 m, il secondo e il terzo di 1,05 m e gli ultimi tre tutti di 57,5 cm. La base del plinto misura 13,35 × 12,30 metri, mentre la base della camera tombale 6,40 × 5,35 metri. Per quanto riguarda le altre misure della cella, lo stretto portale, nello stato attuale senza i davanzali originari, è alto 1,39 m e largo 78 cm; il passaggio è lungo 1,20 metri e la camera è lunga 3,17 m. con una larghezza e un'altezza uniformi di 2,11 m. Le pareti della camera sono spesse fino a 1,50 m. Sopra la camera, un vano cavo nel tetto, quasi diviso in due per motivi strutturali, misura 4,75 m. di lunghezza e 85 cm. di altezza. Manca la pietra di copertura del tetto."
La testimonianza diretta di Arriano indica che Ciro il Grande fu realmente sepolto nella camera all'interno del mausoleo, come descrive Alessandro Magno che la vide durante la sua visita a Pasargade, ma è anche possibile che il suo corpo fosse stato sepolto sotto la struttura, e che la tomba vista in alto sia in realtà un cenotafio o una falsa tomba.
All'interno della tomba c'era originariamente una bara d'oro, poggiata su un supporto con sostegni dorati, all'interno della quale era stato sepolto il corpo di Ciro il Grande. Sul suo luogo di riposo c'era una copertura di arazzi e drappi realizzati con i migliori materiali babilonesi disponibili, usando un'ottima fattura di architettura media; sotto il suo catafalco c'era un bel tappeto rosso, che copriva la stretta base rettangolare della tomba.

### Storia
Resoconti greci, tradotti in persiano, descrivono la tomba come collocata nei fertili giardini di Pasargade, circondata da alberi e arbusti ornamentali, con un gruppo di protettori achemenidi (i "Magi"), di stanza nelle vicinanze, per proteggere la tomba da furti o danneggiamenti.
I magi erano un gruppo di guardie zoroastriane presenti in loco, ospitate nella loro struttura separata ma annessa, forse un caravanserraglio, ed erano pagati e curati dallo stato achemenide (secondo alcuni resoconti ricevevano uno stipendio giornaliero costituito da pane e farina e da una pecora al giorno). I magi erano incaricati della manutenzione e anche della prevenzione dei furti. Anni dopo, nel caos che ne seguì a seguito dell'invasione della Persia da parte di Alessandro Magno e dalla perdita di un'autorità centralizzata che dirigeva e si prendeva cura dei Magi, la tomba di Ciro il Grande fu sfondata e la maggior parte dei suoi tesori furono saccheggiati. Quando Alessandro raggiunse la tomba, rimase inorridito dal modo in cui veniva tenuta, interrogò i Magi e li mandò davanti al tribunale. Secondo alcuni, la decisione di Alessandro di processare i Magi riguardava più il suo tentativo di minare la loro influenza e la sua dimostrazione di potere nel suo impero appena conquistato, che una preoccupazione per la tomba di Ciro. In ogni caso, Alessandro Magno ordinò ad Aristobulo di Cassandrea di migliorare le condizioni della tomba e di restaurarne l'interno.
In origine la tomba era ornata da un'iscrizione che, secondo Strabone (e altre fonti antiche), affermava:
L'edificio è sopravvissuto alla prova del tempo per circa 2.500 anni. Dopo l'invasione araba della Persia e il crollo dell'Impero sasanide, gli eserciti arabi volevano distruggere questo monumento storico, sulla base del fatto che non era conforme ai loro principi islamici, ma la furberia dei persiani locali impedì questo disastro. I persiani ribattezzarono la tomba e la presentarono all'esercito invasore come la tomba della madre del re Salomone. È probabile che l'iscrizione sia andata perduta in quel momento.
Mohammad Reza Pahlavi (Scià dell'Iran), l'ultimo monarca ufficiale della Persia, durante la Celebrazione dei 2500 anni dell'Impero Persiano, rese un omaggio significativo ai re achemenidi e in particolare a Ciro il Grande. Proprio come Alessandro Magno prima di lui, lo Scià dell'Iran voleva fare appello all'eredità di Ciro per legittimare il proprio governo. Egli, tuttavia, era generalmente interessato alla protezione dei manufatti storici imperiali.
Dopo la rivoluzione iraniana, la tomba di Ciro il Grande è sopravvissuta al caos iniziale e al vandalismo dei rivoluzionari islamici intransigenti che identificavano i manufatti storici imperiali persiani con il defunto Scià dell'Iran. Ci sono voci secondo cui la tomba sarebbe in pericolo di danni per via della costruzione della diga di Sivand sul fiume Polvar (situato nella provincia di Pars) e da danni legati all'acqua, ma non vi è alcun riconoscimento ufficiale di questa affermazione. Le Nazioni Unite hanno riconosciuto la tomba di Ciro il Grande e Pasargadae come patrimonio mondiale dell'UNESCO.

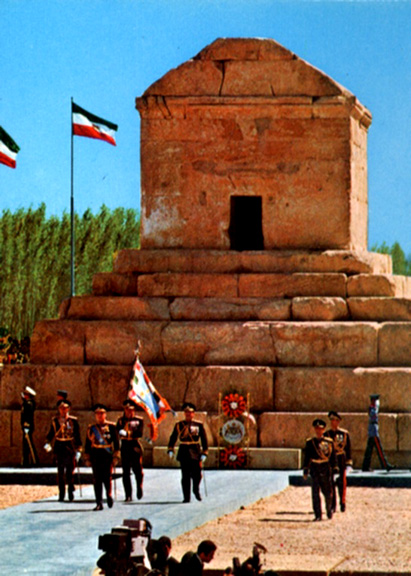
Celebrazione dei 2500 anni dell'Impero Persiano
Immagine animata del mausoleo
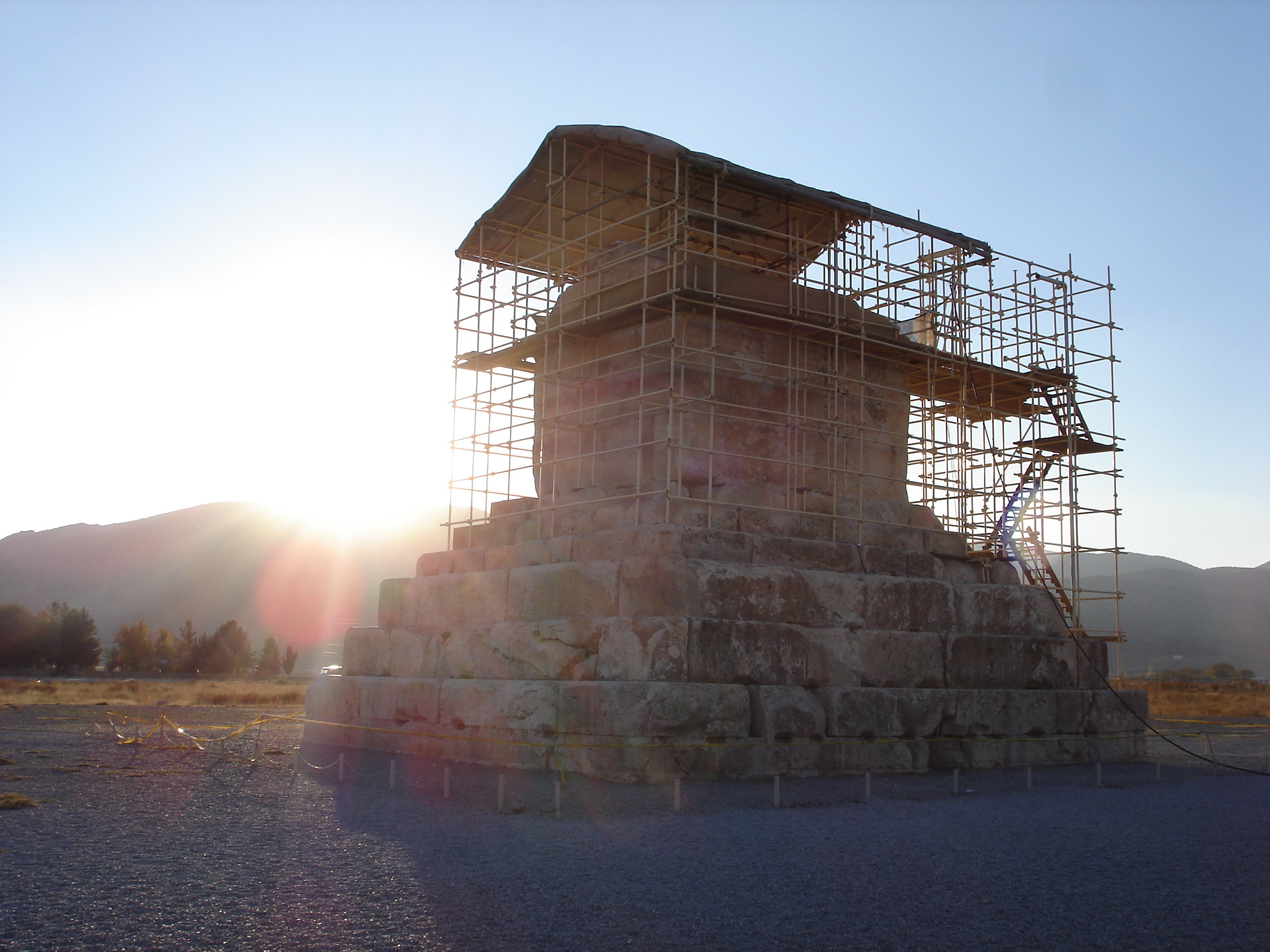
Tomba di Ciro in fase di restauro

### Guardiano con quattro ali

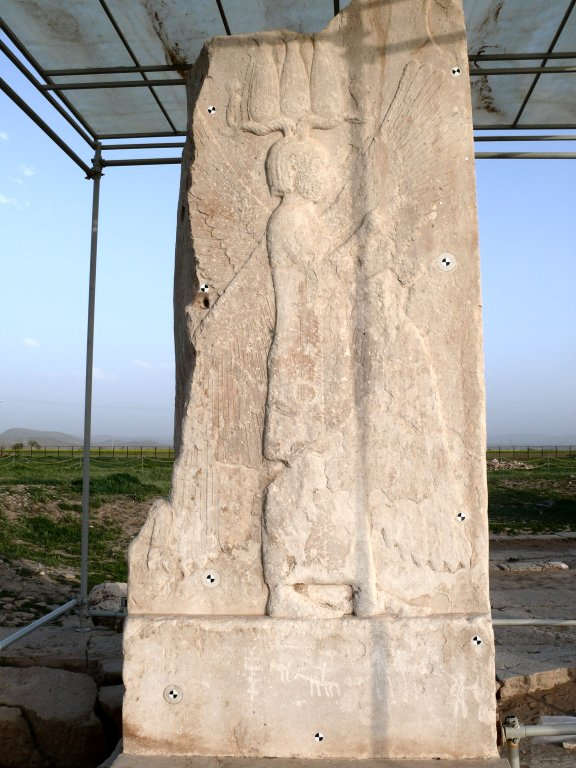
La figura del guardiano a quattro ali di Ciro, con quattro ali, una corona a due corna e un abito reale elamita

Forse una delle opere architettoniche e artistiche più grandiose, tra quelle rimaste, è il bassorilievo di Ciro il Grande a Pasargade. É intagliato su una lastra di pietra raffigurante una figura o un uomo custode, molto probabilmente somigliante allo stesso Ciro, con quattro ali in stile assiro, vestito con abiti tradizionali elamiti, che assume la posa e la figura di un dio egizio e indossa una corona che ha due corna, in quello che assomiglia a un Ovis longipes palaeoaegyptiacus. La struttura originariamente aveva una lastra di pietra superiore che in tre lingue diverse, (antico persiano, elamita, babilonese) dichiarava: "Io, (sono) il re Ciro, un achemenide". Questa scrittura scolpita nella pietra calcarea era presente quando Sir Robert Ker Poter descrisse il pezzo nel 1818 ma, a un certo punto, è andata perduta.
David Stronach ha sostenuto che in origine c'erano quattro di queste figure, poste contro le porte del Palazzo di Ciro a Pasargadae. Che questo bassorilievo abbia uno stile così eclettico con elementi egizi, elamiti e assiri, riflette "..'l'atteggiamento ecumenico dei re achemenidi, che dal tempo di Ciro in poi adottarono una politica liberale di tolleranza e conciliazione verso le varie religioni abbracciate all'interno del loro impero'..." Descriverebbe quindi la natura eclettica della vita achemenide dalle politiche dei re alla loro scelta nell'architettura.
Erodoto, racconta che Ciro vide nel sonno il figlio maggiore di Istaspe, Dario il Grande con le ali sulle spalle, che con un'ala faceva ombra all'Asia e con l'altra all'Europa. Il noto iranologo Ilya Gershevitch spiega questa affermazione di Erodoto e la sua connessione con la figura a quattro ali nel modo seguente:
Questa scultura in rilievo, in un certo senso, raffigura l'inclusione eclettica di varie forme d'arte da parte degli Achemenidi ma, allo stesso tempo, la loro capacità di creare una nuova forma sintetica che è unicamente persiana nello stile e fortemente dipendente dai contributi dei loro stati soggetti. Dopotutto, questo è ciò che distingue l'architettura achemenide da quella di altri regni. È la sua originalità nel contesto della fusione e inclusione di stili esistenti, in modo tale da creare strutture maestose.

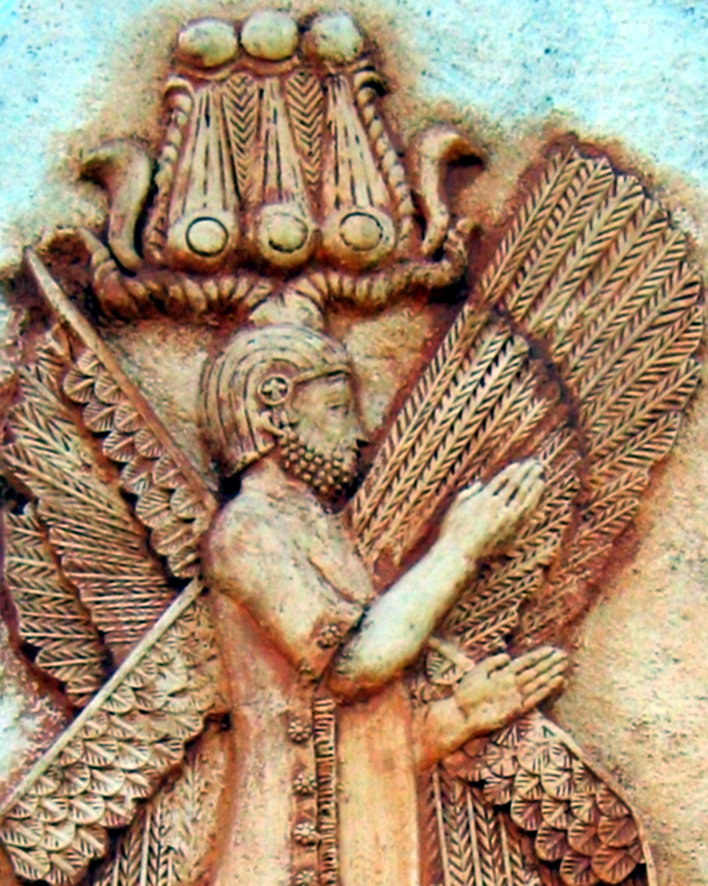
Una riproduzione dei dettagli della figura a quattro ali nell'Olympic Park a Sydney. Si notino i dettagli della corona a due corna
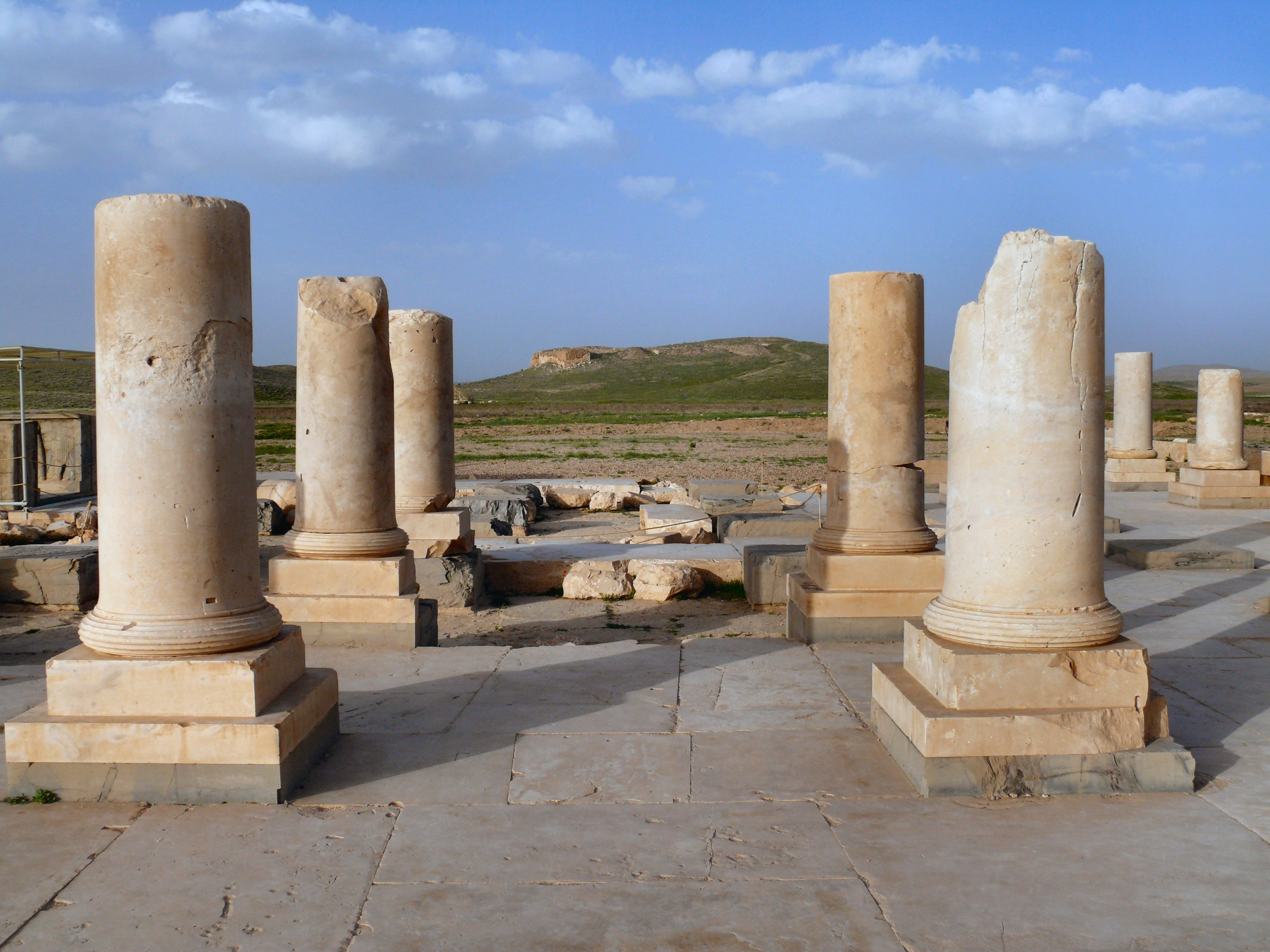
Rovine del palazzo privato di Ciro il Grande a Pasargade dove questa figura alata avrebbe potuto fungere da decorazione
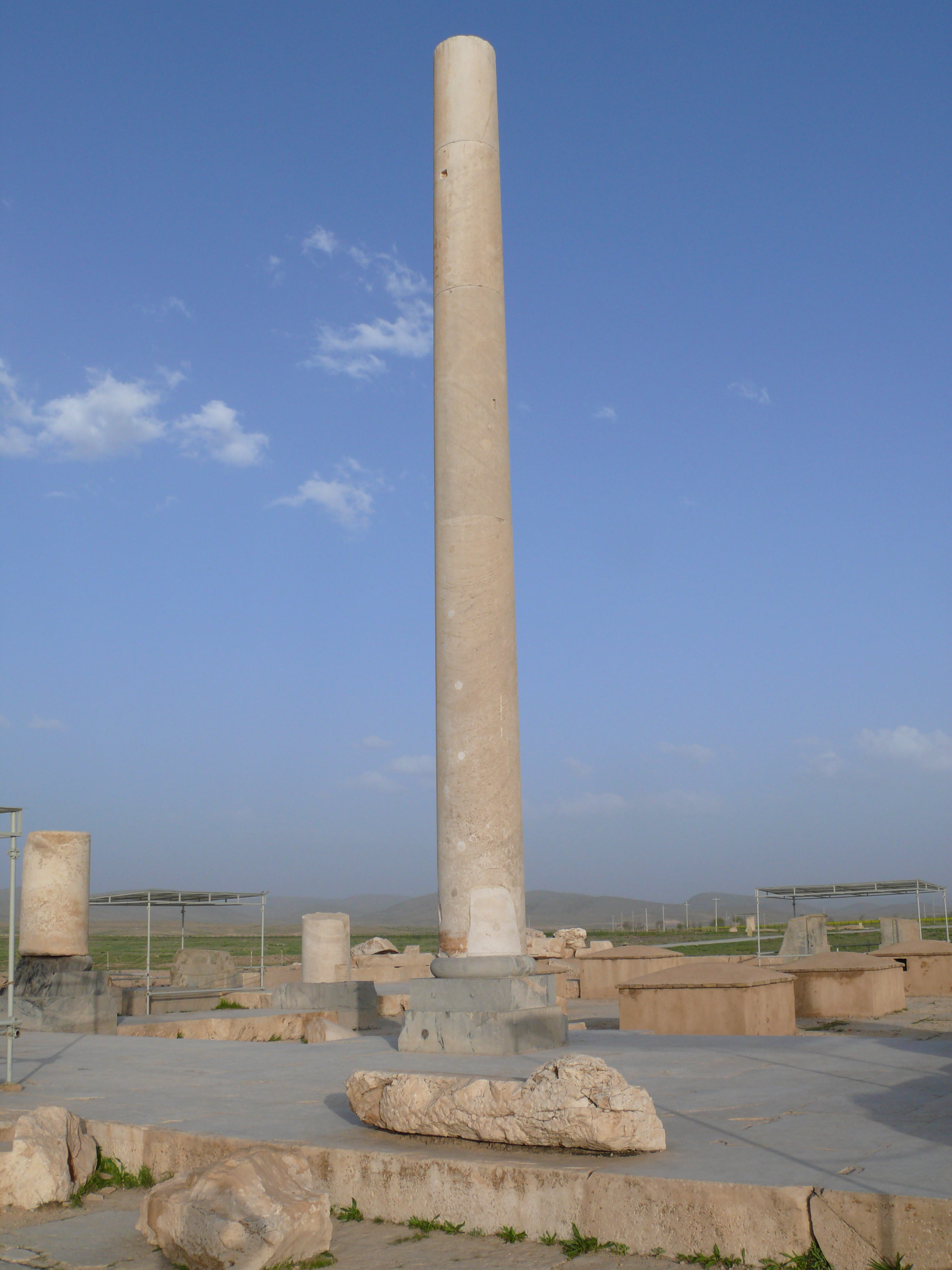
Una colonna eretta trovata nel complesso in rovina del palazzo privato di Ciro.
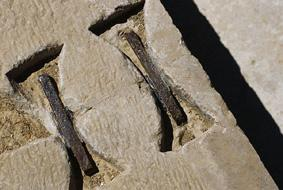
Un cosiddetto incastro a "coda di rondine". Questo è un primo, enorme esempio di incastro utilizzato in architettura per fissare insieme le pietre.

## Persepoli

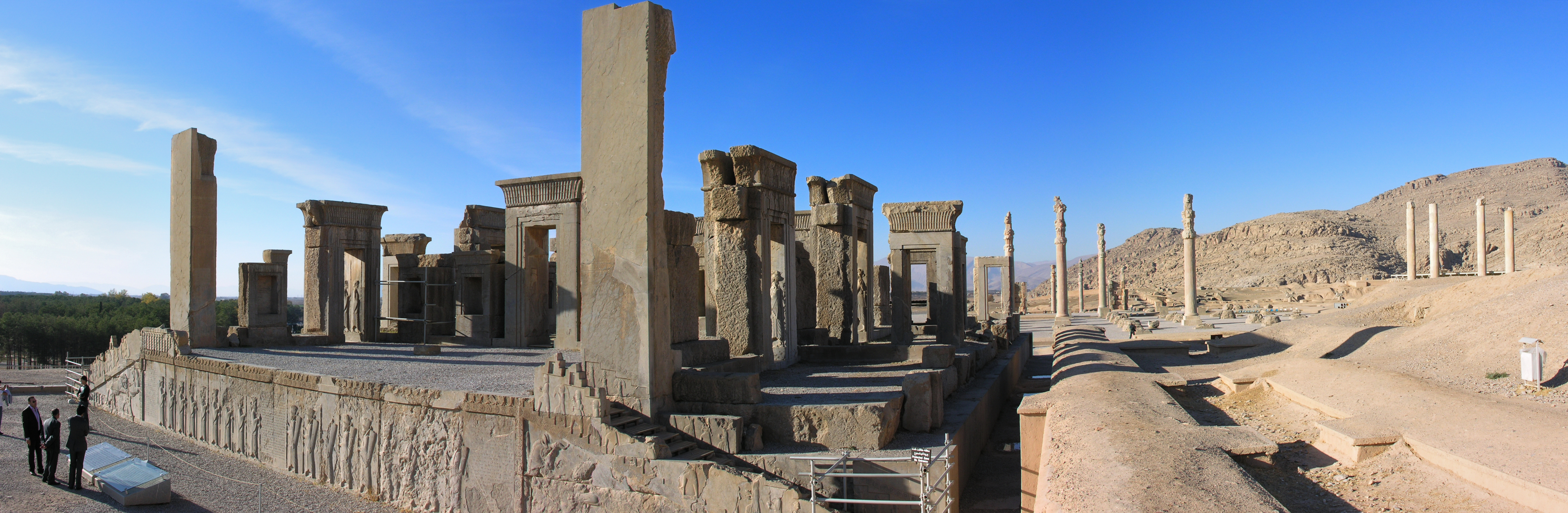
Panorama di Persepoli

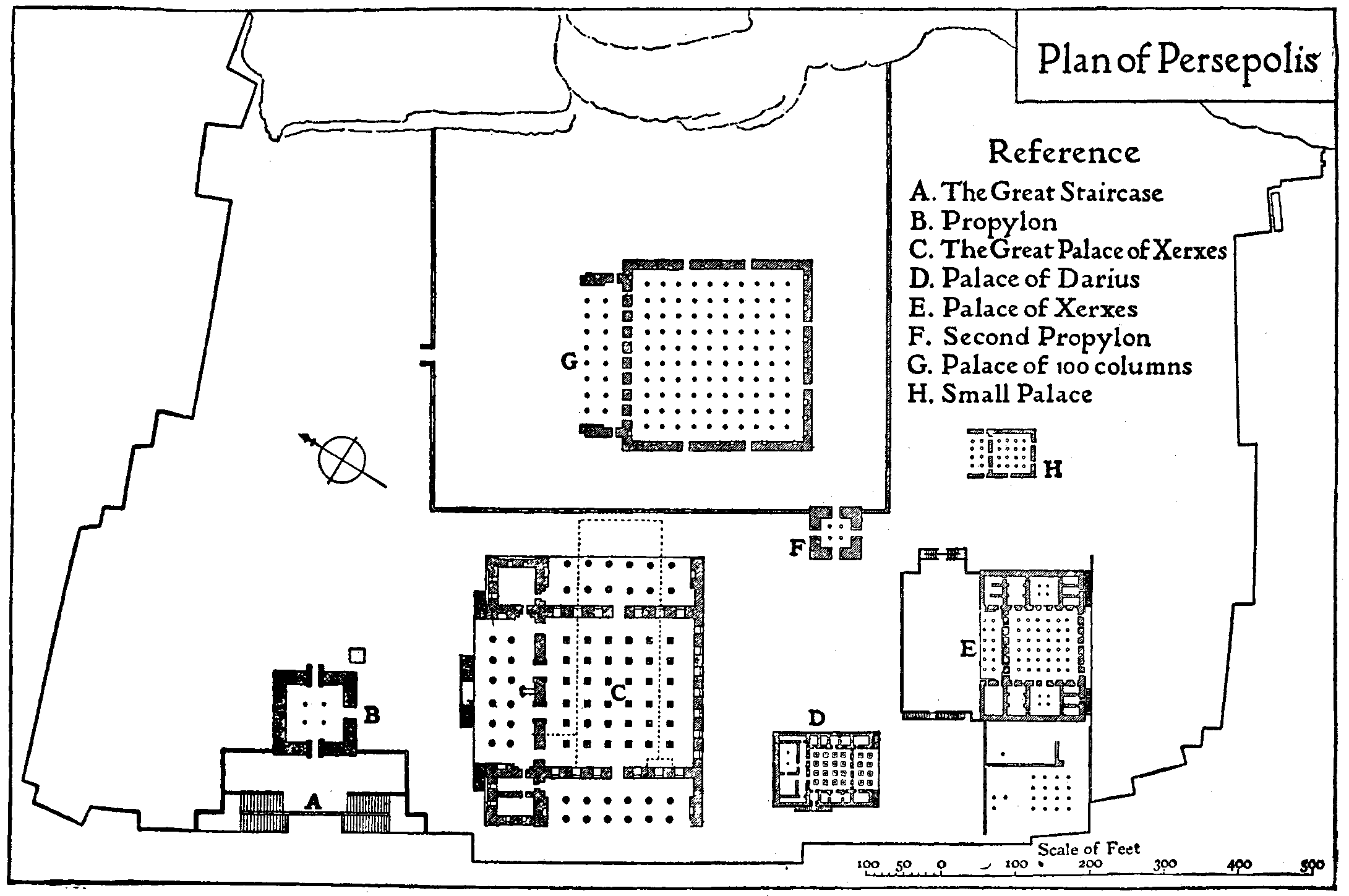
Un progetto schematico incompleto di Persepoli; nota – C: Apadana, G: "Talar-i-Takht" o sala delle 100 colonne, N: "Tachar" o palazzo di Dario, H: "Hadish" o Palazzo di Serse il Grande, B:"Darvazeh-i-Mellal" o porta di tutte le nazioni, F: Trypilon; Non mostrato (dietro il testo di riferimento): "khazaneh" (tesoro)

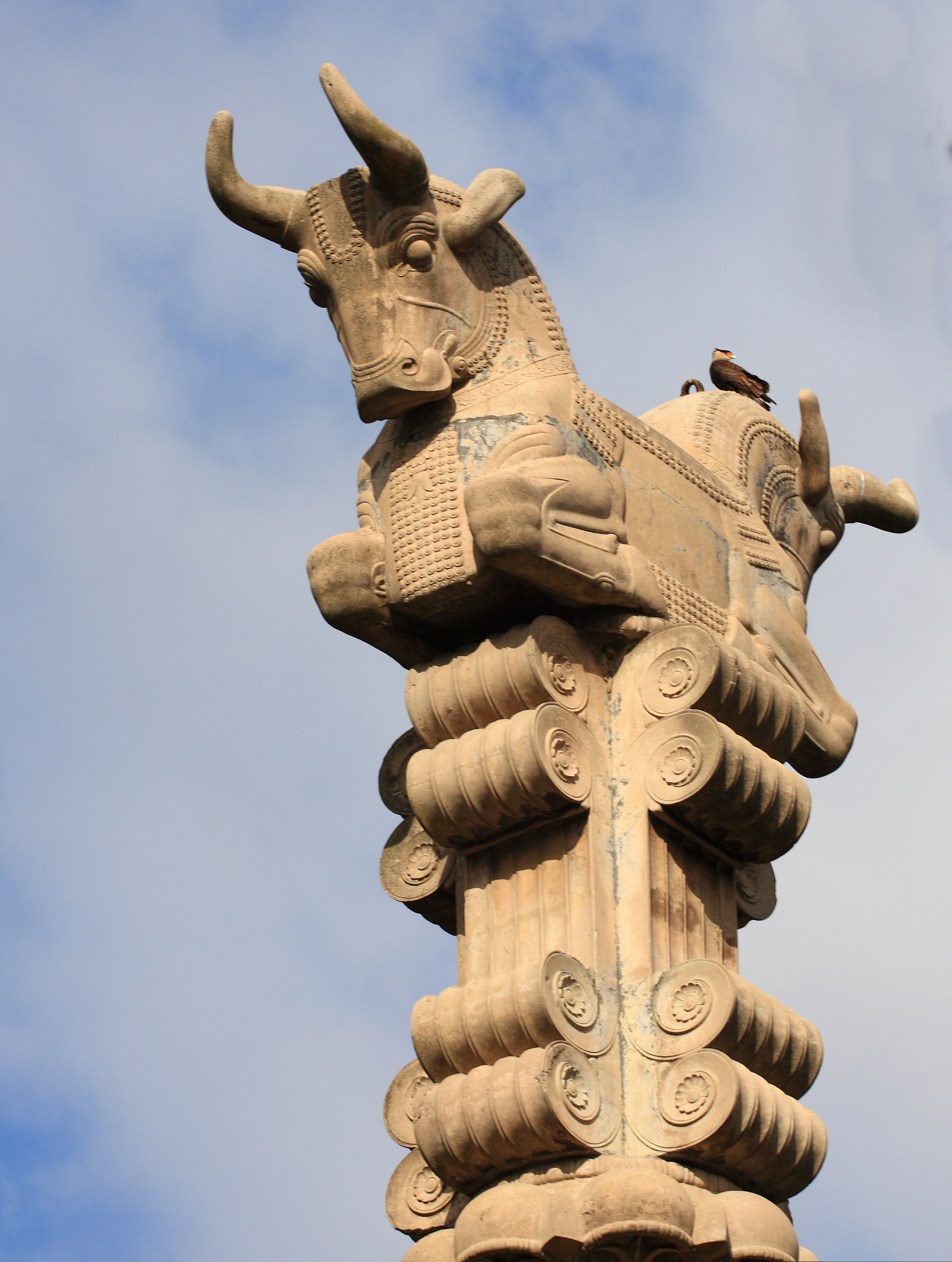
Una ben conservata colonna persiana, con dettagli del capitello, a Persepoli

Persepolis è la versione latinizzata del nome persiano antico, "Parsa" che letteralmente significa "città dei persiani". Un'altra spettacolare conquista degli Achemenidi, Persepoli divenne una delle quattro capitali dell'impero. Iniziata da Dario il Grande, intorno al 518 a.C., sarebbe diventata un centro per feste cerimoniali e culturali, per dignitari e visitatori che rendevano omaggio al re, una residenza privata per i re persiani, un luogo in cui i satrapi portavano doni al re in primavera durante la festa di Nowruz, nonché luogo di governo. Il prestigio e le grandi ricchezze di Persepoli erano ben noti nel mondo antico, ed è stata descritta, dallo storico greco Diodoro Siculo, come "la città più ricca sotto il sole".

### Dettagli strutturali
Oggi i resti archeologici di questa città, un tempo opulenta, si trovano a circa 70 chilometri a nord-est della moderna città iraniana di Shiraz, nella provincia di Pars, nell'Iran sudoccidentale. Persepoli è un ampio complesso sopraelevato alto 12 metri, largo 30 e lungo 550, composto da più sale, corridoi, un'ampia terrazza e una doppia scala simmetrica che forniva l'accesso alla sommità del terrazzo. La scala delinea scene in rilievo di vari motivi della vita quotidiana o della natura, compresi alcuni letterali oltre che metaforici. Alcune scene mostrano atti naturali, come un leone che attacca la sua preda, ma recano il simbolismo della primavera e della festa di Nowruz. Altre scene raffigurano soggetti provenienti da tutti gli stati dell'impero che offrono doni al re, nonché scene raffiguranti guardie reali o scene di interazioni sociali tra le guardie e i dignitari. Questa scala viene talvolta chiamata "Tutti i paesi".
La struttura era costituita da diverse sale e complessi che includevano, la sala Apadana (la sala più grande con 36 colonne), "Tachar" (la camera privata di Dario il Grande), "Hadish" (aggiunta in seguito come camera privata per il re Serse il Grande), il "Talar-i-Takht" noto anche come la sala delle 100 colonne che fungeva da sala del trono per le udienze generali con il re, la "Darvazeh-i-Mellal" (la porta di tutte le nazioni), il " khazaneh" (il tesoro reale), un complesso di sale/palazzo sviluppato in seguito da Artaserse III, il Tripylon (sala del consiglio) e le "tombe dei re scavate nella roccia" o Naqsh-e Rostam.
La sala più imponente del complesso è l'Apadana, che occupa una superficie di circa 109 m2 con 36 colonne persiane, ciascuna alta più di 19 metri. Ogni colonna è scanalata, a base quadrata (tranne alcune nei portici), e sormontata da un elaborato capitello con due animali che sorreggono il tetto. La struttura era originariamente chiusa alle intemperie da muri di mattoni di fango spessi oltre 5 metri e alti oltre 20 metri. Le colonne hanno un capitello composito raffigurante tori o creature addossate. Le colonne dei portici hanno basi circolari e sono sormontate da capitelli decorati dopo la fine della scanalatura, a loro volta sormontati da dettagliati tori addossati, che sostengono il tetto.
Il rilievo dell'Apadana è unico in quanto delinea la presenza e il potere del re. Conosciuti come "rilievi del tesoro", le scene raffigurate sull'Apadana sottolineano la continuità del regno attraverso Dario il Grande e sottolineano la sua presenza in tutto l'impero, oltre a raffigurare il suo esercito di immortali persiani. Forse questo era il tentativo di Dario di creare un simbolo della continuità assicurata della sua stirpe. Si ritiene che la sala Apadana e le strutture adiacenti al complesso fossero state progettate per ospitare un gran numero di persone. In effetti, le sale di Persepoli potevano ospitare facilmente, in qualsiasi momento, circa diecimila visitatori, con il re e i dignitari reali seduti in modo appropriato.
La grandezza di Persepoli sta nei suoi dettagli architettonici, nelle sue colonne imponenti, alte e verticali, nei suoi rilievi abilmente realizzati e raffiguranti persone di ogni ceto sociale e provenienti da tutti gli angoli dell'impero e, soprattutto, nella sua importanza storica sia come centro politico e sociale della vita reale achemenide.

### Ingegneria
Le tavolette degli Archivi di Persepoli (PF), datate tra il 509 e il 494 a.C., sono antichi documenti persiani che descrivono molti aspetti della costruzione e della manutenzione di Persepoli. Le tavolette sono importanti perché mettono in evidenza due aspetti salienti della vita achemenide e della costruzione di Persepoli: in primo luogo, che la struttura venne creata da lavoratori pagati con razioni di cibo o salari, e in secondo luogo la struttura aveva un intricato sistema di ingegneria che coinvolgeva il carico ed elementi architettonici, e in particolare un sistema di irrigazione composto da un sistema di tubazioni chiuse e acquedotti aperti. Il testo seguente da PF 1224, delinea entrambi i punti:

### Tecnologie dell'acqua
La rete fognaria e di deflusso di Persepoli è tra le più complesse del mondo antico. Persepoli stata è costruita ai piedi di una montagna (montagna Rahmat), con una terrazza sopraelevata che è in parte artificiale e in parte prolungamento del complesso montuoso. Poiché Persepoli era essenzialmente un importante centro culturale, spesso utilizzato all'inizio della primavera durante la festa di Nowruz, godeva di grandi precipitazioni e deflussi d'acqua provenienti dal ghiaccio fuso e dalla neve presenti sulla montagna. La rete fognaria assumeva quindi grande importanza, in quel momento critico, in quanto aveva lo scopo sia di gestire il flusso d'acqua verso il basso dalle aree più elevate sia i deflussi fognari degli abitanti e il loro fabbisogno idrico.
Al fine di prevenire le inondazioni, gli Achemenidi usarono due tecniche ingegneristiche per deviare l'acqua creata dallo scioglimento delle nevi proveniente dalla montagna vicina. La prima strategia consisteva nel raccogliere il deflusso in un pozzo con un'apertura quadrata di 4,2 m di larghezza e 60 metri di profondità, consentendo di raccogliere un volume di 554 metri cubi, ovvero 554.000 litri (60 x 4,2 x 4,2) di deflusso. L'acqua veniva deviata verso il serbatoio tramite molteplici grondaie in muratura posizionate strategicamente attorno alla struttura. La seconda strategia consisteva nel deviare l'acqua dalla struttura nel caso in cui i serbatoi fossero stati riempiti al massimo; questo sistema utilizzava un condotto, lungo 180 metri largo 7 e profondo 2,6, situato appena ad ovest del sito.
Il sistema idrico era molto più complesso dei soli serbatoi e condotte idriche e prevedeva un sistema molto sofisticato di tubi chiusi e irrigazione. Il sistema di irrigazione era suddiviso in cinque zone, due a servizio della parte nord della struttura e tre della parte sud. L'impianto di irrigazione era stato studiato per essere in armonia con la struttura. Al centro delle colonne vennero costruiti canali di drenaggio e su ogni piano vennero realizzati piccoli fori di drenaggio e condotti che avrebbero dovuto portare l'acqua fuori dai pavimenti, dal tetto e dai portali delle acque reflue in una rete fognaria sotterranea e lontana dalla struttura.
Le cinque zone (I-V) possedevano tutte una capacità di deflusso di 260 litri al secondo, più che sufficiente per la gestione del deflusso della montagna, indicando che il sistema era utilizzato anche per l'approvvigionamento idrico degli abitanti, la gestione delle acque reflue, e persino l'irrigazione dei giardini intorno alla struttura.

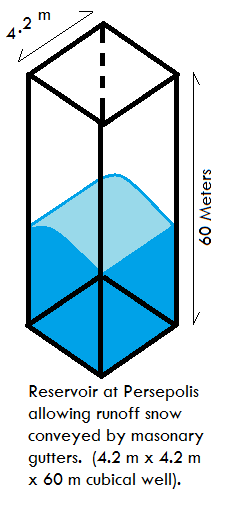
Disegno schematico del pozzo
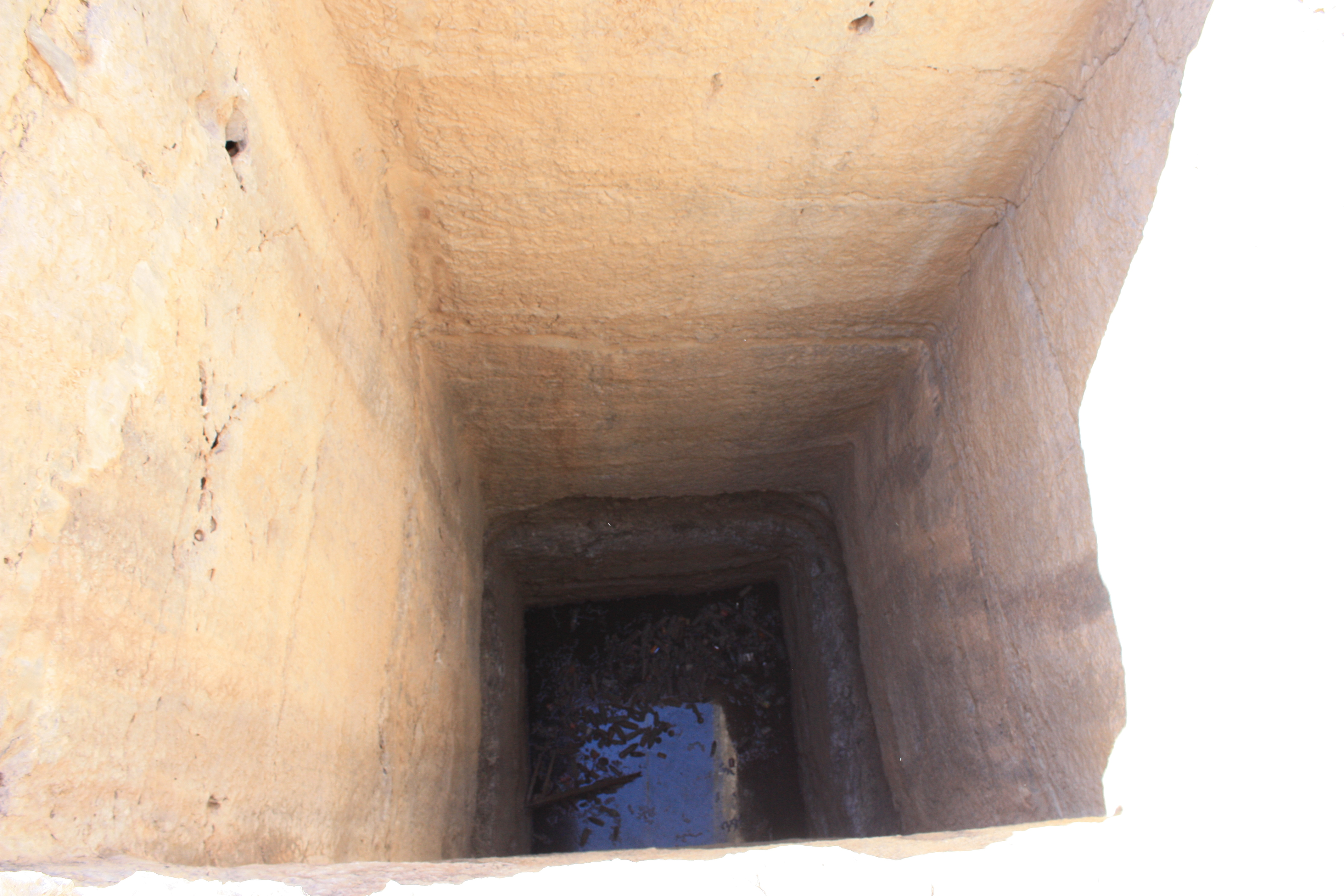
Una foto del pozzo oggi
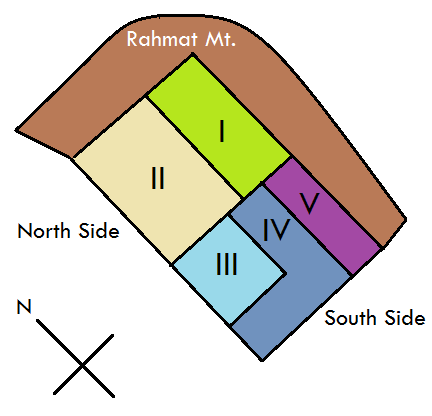
Zone di irrigazione (I,II) a nord e (III, IV, V) a sud

### Tecnologie strutturali
Affinché una struttura così massiccia potesse funzionare correttamente il peso del tetto, delle colonne e della terrazza doveva essere distribuito uniformemente. La costruzione alla base della montagna offriva un supporto strutturale solido. Il materiale del soffitto era un'applicazione composita di legno e pietra che ne diminuiva il peso complessivo. L'ampio uso della pietra a Persepoli non solo ne garantiva l'integrità strutturale per tutta la durata dell'uso, ma ha fatto sì che i suoi resti siano durati più a lungo dei mattoni di fango dei palazzi di Susa.

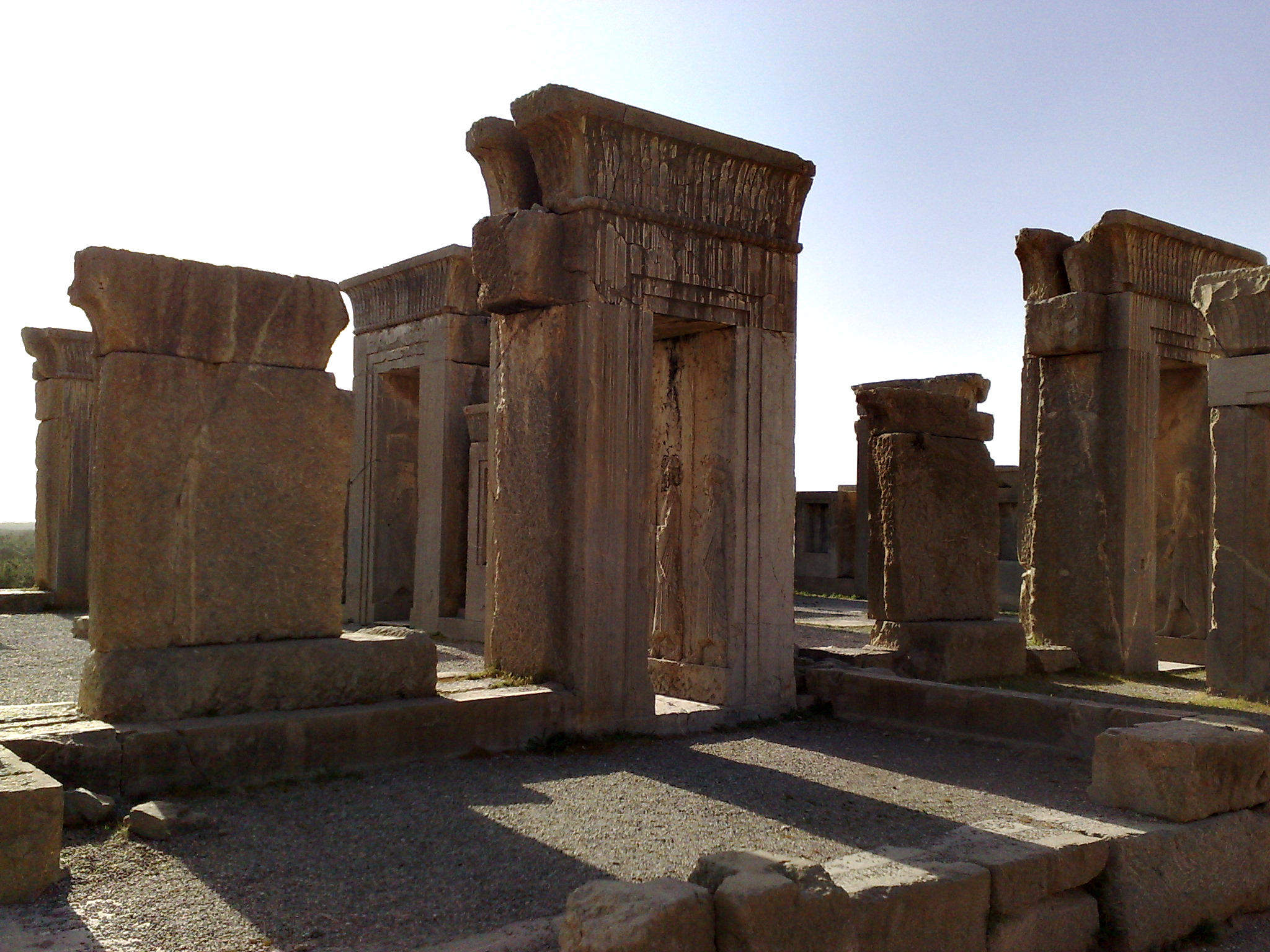
Le restanti colonne strutturali e porte
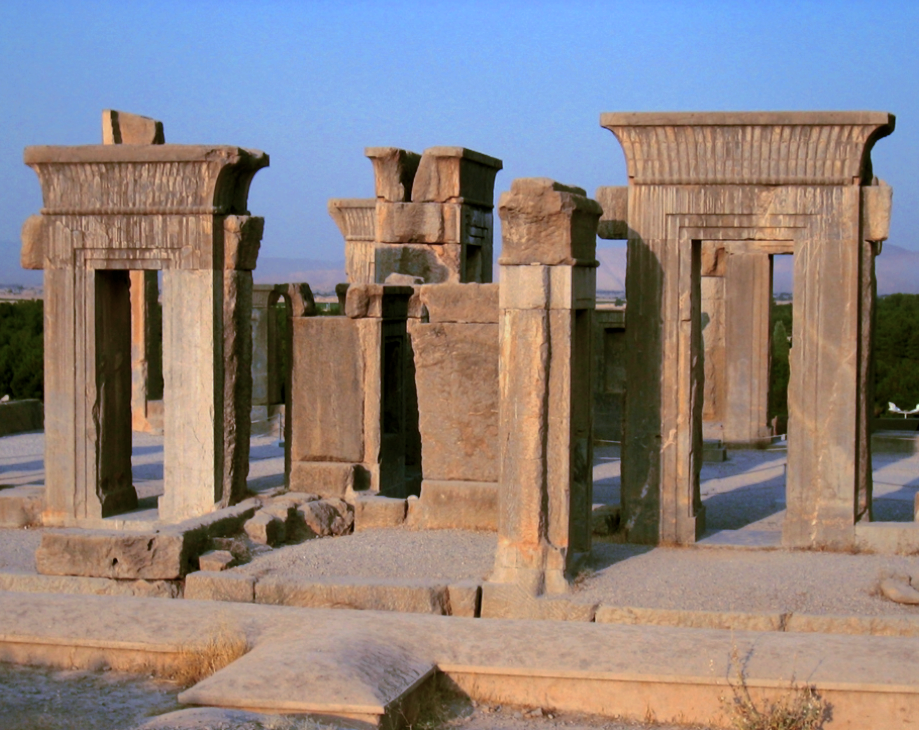
Altra vista delle colonne
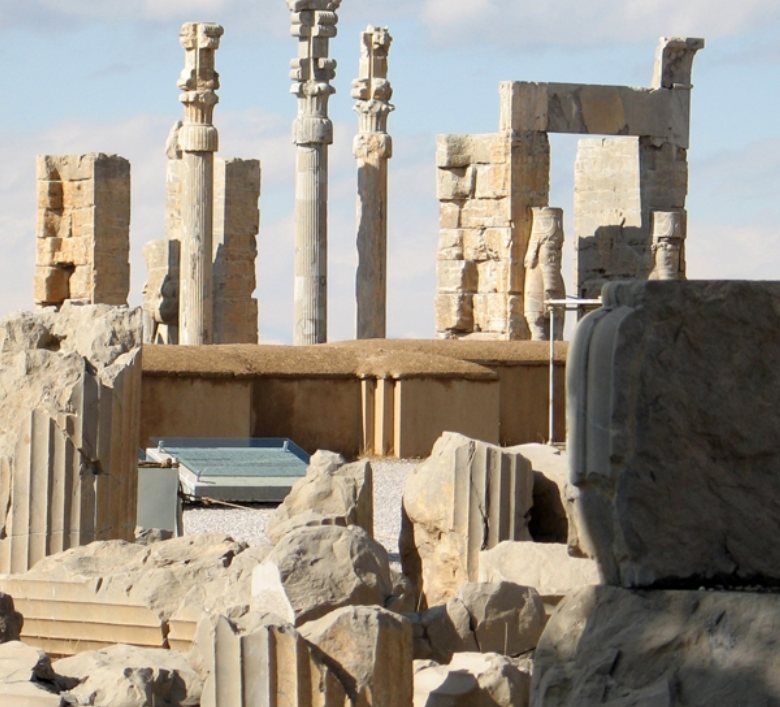
Le colonne e gli stipiti delle porte

### Storia
Gli studiosi concordano sul fatto che sia stato Dario il Grande ad avviare la costruzione e l'espansione del progetto Persepoli, tuttavia l'archeologo tedesco Ernst E. Herzfeld, credeva che fosse stato Ciro il Grande a scegliere il sito per la costruzione, sebbene alla fine fu Dario il Grande a finire la costruzione e a creare i suoi imponenti edifici. Gli scavi per conto dell'Oriental Institute dell'Università di Chicago, guidato da Herzfeld nel 1931 e successivamente la collaborazione di Eric F. Schmidt nel 1933, portarono alla scoperta di alcuni dei più impressionanti manufatti, palazzi e strutture achemenidi. Herzfeld riteneva che il sito di Persepoli fosse stato creato per cerimonie speciali e avesse lo scopo di trasmettere il potere dell'impero achemenide alle nazioni sottomesse.
Secondo alcuni, Persepoli non fu mai ufficialmente terminata poiché la sua esistenza fu interrotta da Alessandro Magno, che in un impeto di rabbia ordinò l'incendio della città nel 330 a.C. Iniziata originariamente da Dario il Grande un secolo prima, la struttura fu costantemente cambiata, ricevendo aggiornamenti dai successivi monarchi persiani e in fase di ristrutturazione per mantenere la sua imponente facciata. Dopo l'incendio della città, Persepoli divenne deserta e fu relativamente dimenticata dalla storia fino a quando gli scavi, di Herzfeld, Schmidt e il team di Chicago, la scoprirono negli anni 1930. Questo grande manufatto storico è purtroppo a serio rischio di "danni irreparabili" da abbandono, intemperie e atti vandalici.
Persepoli non era affatto l'unico progetto achemenide su larga scala, poiché Susa ospitava anche una struttura simile avviata da Dario per scopi cerimoniali. Tuttavia la storia è in grado di godere dei resti di Persepoli in contrasto con i magri resti di Susa, in parte per via della selezione della pietra nella costruzione di Persepoli contro i mattoni di fango a Susa e al fatto che Persepoli fosse stata relativamente disabitata e quindi protetta da dall'usura degli abitanti. Politicamente Persepoli è stata anche una scoperta significativa perché la vicina scoperta di Naqsh-e Rostam, la necropoli persiana dimora di Dario il Grande, ha fatto luce sul significato che ebbe come una delle principali capitali dell'impero. Naqsh-e Rostam non solo avrebbe ospitato Dario il Grande, ma anche suo figlio Serse il Grande, Artaserse I e Dario II. Il complesso della necropoli fu saccheggiato in seguito all'invasione di Alessandro, e forse in epoca sasanide e durante l'invasione araba.
Durante il periodo dello Scià dell'Iran, la struttura godette di protezione e copertura poiché Mohammad Reza Shah si placò con il suo simbolismo reale e nazionale. Durante questo periodo molti politici, poeti, artisti e scrittori occidentali gravitavano sull'Iran e su Persepoli, sia in funzione delle relazioni politiche con la monarchia iraniana sia per riferire o visitare le rovine. Tali figure includono la processione di dignitari internazionali che partecipano alla celebrazione dei 2.500 anni dell'Impero Persiano tenuta dallo Scià, nonché le visite individuali di figure come Heinrich Lübke della Germania e la visita di Ralph Graves di Life. In un articolo su Life nel 1971, Graves descrisse la sua esperienza a Persepoli nel modo seguente:
(Ralph Graves)

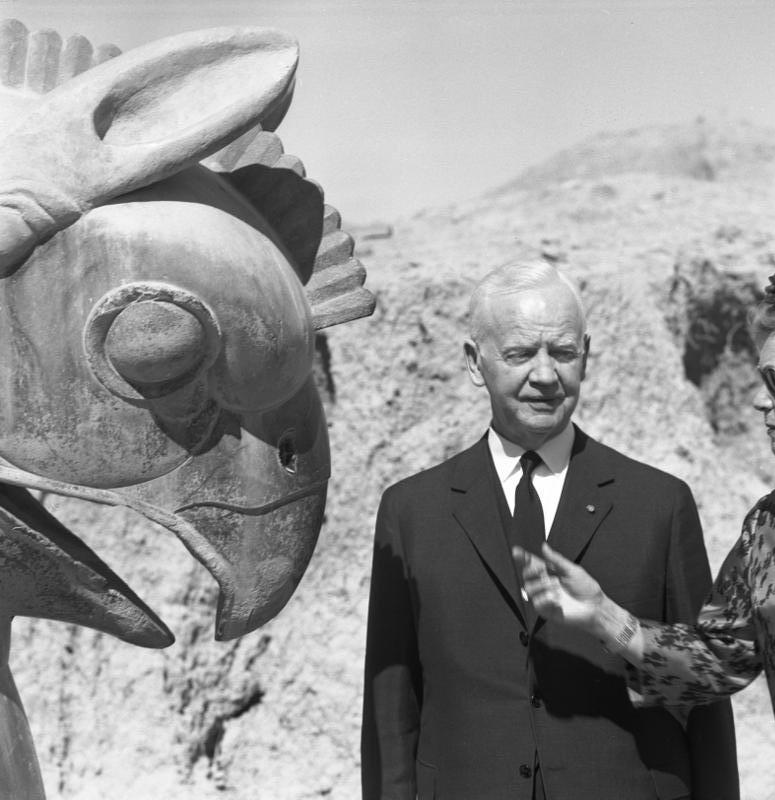
Lubke in visita a Persepoli
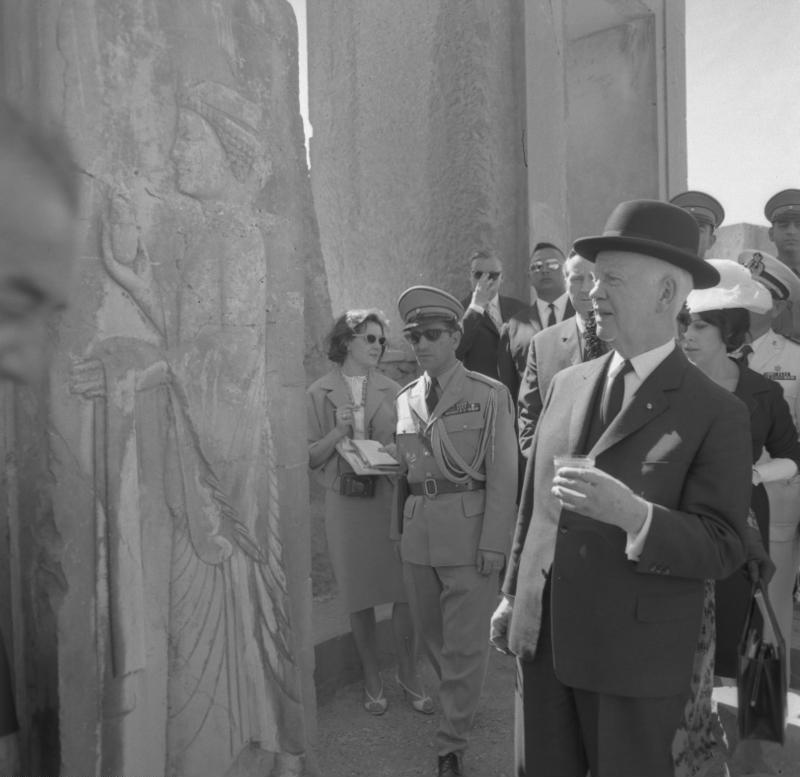
Lubke e i bassorilievi
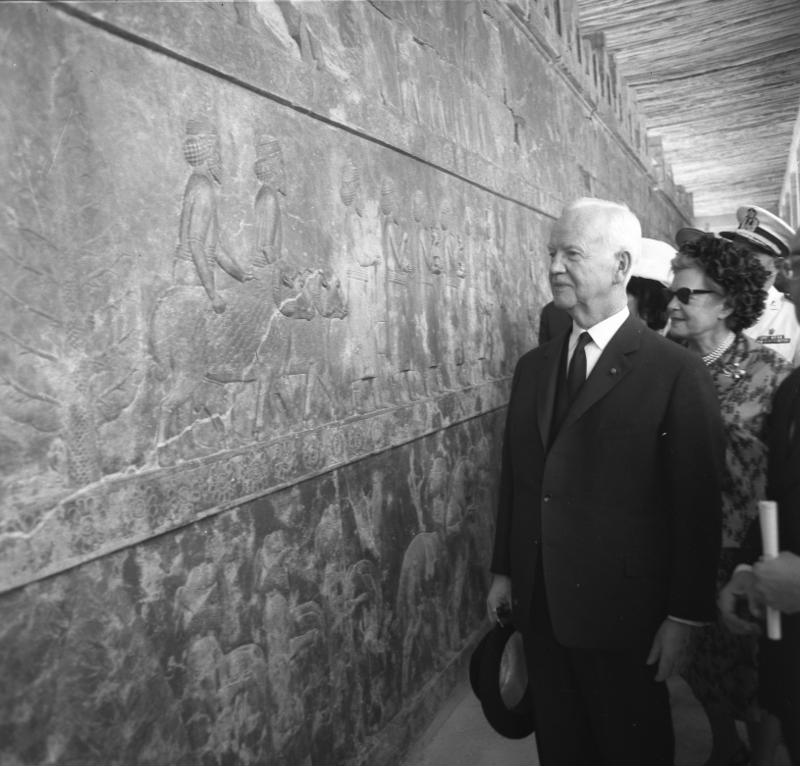
Lubke e i rilievi sulle pareti
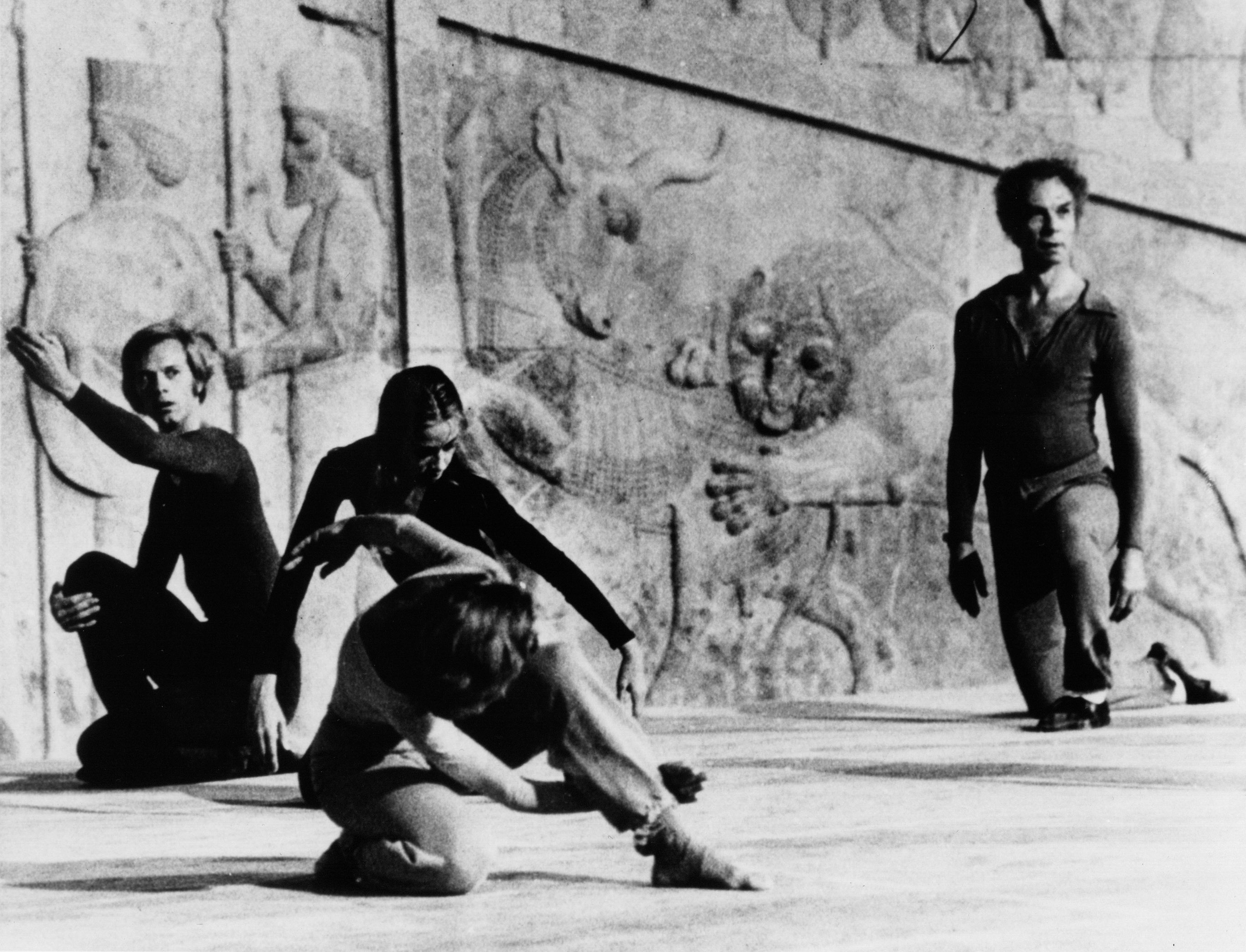
Esibizione di artisti occidentali allo Shiraz Arts Festival

### Vandalismi
Nel corso della storia Persepoli subì danni da abbandono e vandalismo. La figura storica più notevole a vandalizzare questa struttura fu Alessandro Magno, che dopo essere entrato a Persepoli, nel 330 a.C., la definì la "città più odiosa dell'Asia" e permise alle sue truppe macedoni di saccheggiarla. Nonostante questo severo odio, Alessandro ammirava i Persiani, come è evidente dal suo rispetto per Ciro il Grande, e dal suo atto di seppellire dignitosamente Dario III. Anni dopo, rivisitando la città che aveva bruciato, si sarebbe pentito della sua azione. Plutarco descrive la natura paradossale di Alessandro quando racconta un aneddoto in cui questi si ferma e parla con una statua caduta di Serse il Grande come se fosse stata una persona viva:
In retrospettiva, si deve capire che, nonostante il suo momentaneo errore di giudizio e il suo ruolo di essere stata l'unica figura più significativa a porre fine a Persepoli, Alessandro non fu affatto l'unico. Molti individui nei secoli successivi avrebbero danneggiato Persepoli inclusi ladri e vandali durante l'impero sassanide. Quando gli eserciti arabi invasero il paese, nel VII secolo, iniziarono a causare disordini civili, persecuzioni religiose dei persiani e rogo dei libri. Il fatto che fino ad oggi non rimanga una chiara registrazione dei loro vandalismi, è molto probabilmente dovuto al fatto che distrussero libri e documenti storici.
Durante l'era coloniale e la seconda guerra mondiale, la struttura subì anche atti vandalici per mano degli Alleati. Anche cause naturali come terremoti e venti hanno contribuito alla scomparsa generale della struttura.
Il primo scavo francese a Susa, effettuato dai Dieulafoy, e il saccheggio e la distruzione di antichità persiane da parte dei cosiddetti archeologi, hanno avuto un profondo impatto sul sito. Jane Dieulafoy scrisse nel suo diario:
Ancora oggi la struttura non è al riparo da distruzioni e atti vandalici. Dopo la rivoluzione iraniana, un gruppo di fondamentalisti al servizio di Khomeini, compreso il suo braccio destro Sadegh Khalkhali, tentò di radere al suolo sia la tomba di Ferdowsi, famoso poeta persiano, sia Persepoli, ma furono fermati dal governo provvisorio.
La galleria di immagini sottostante mette in evidenza solo alcuni di questi deprecati atti di vandalismo, per lo più da parte di visitatori stranieri, dalla fine del 1800 alla metà del 1900. Ai giorni nostri la struttura è ad alto rischio di "danni irreparabili".

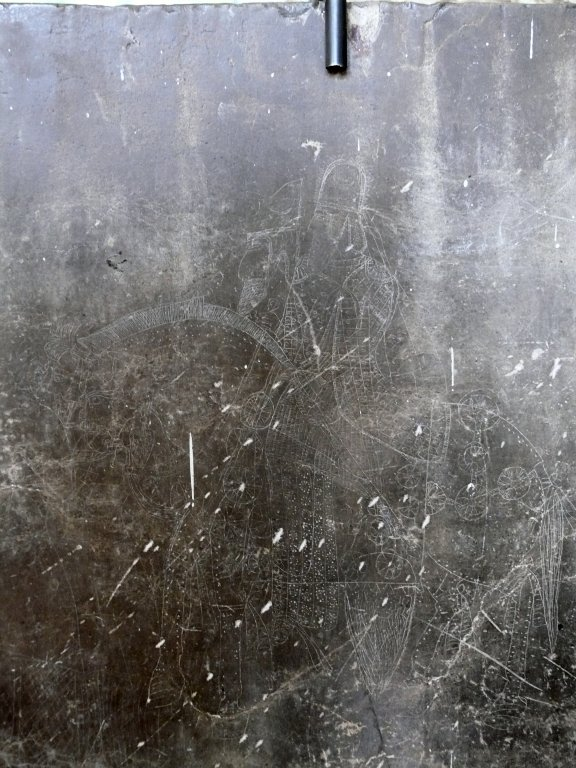
Un graffito lasciato da un cavaliere durante l'impero sasanide
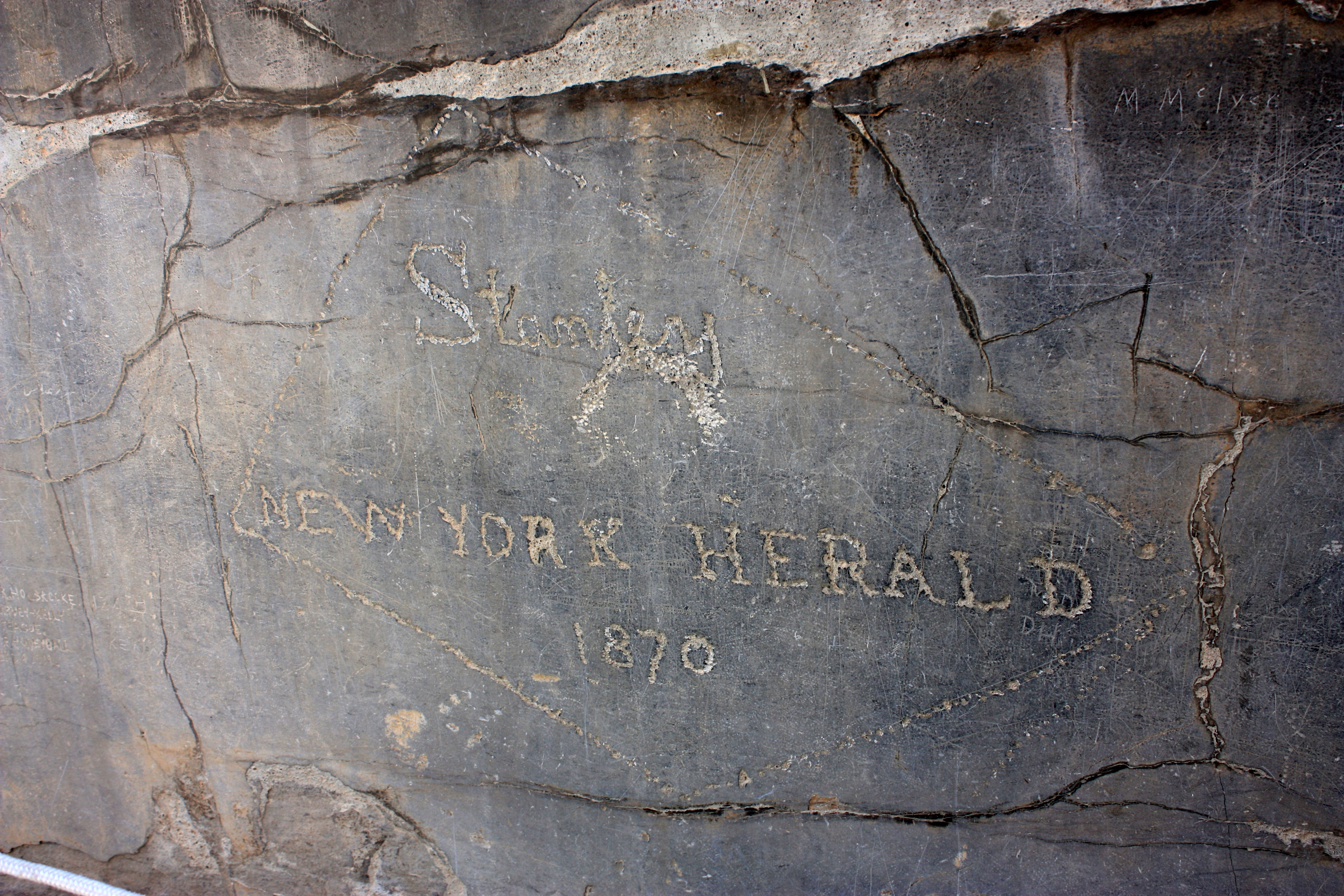
Un graffito lasciato dall'esploratore Henry Morton Stanley del New York Herald
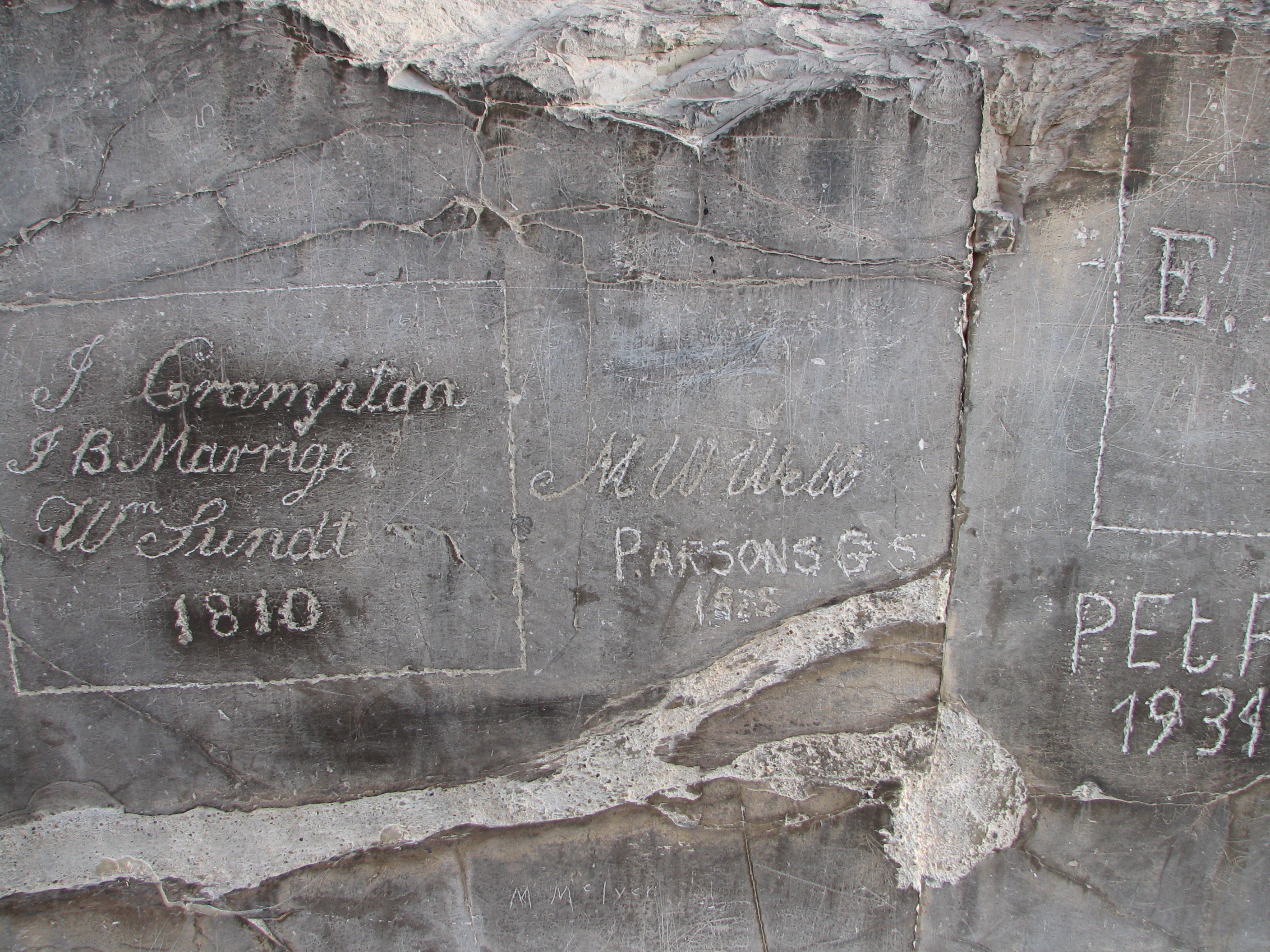
Graffiti in lingua inglese lasciati da visitatori

### Ricostruzione virtuale
L'archeologo, egittologo e storico francese Charles Chipiez (1835–1901) realizzò alcuni dei più avanzati disegni virtuali di come sarebbe stata Persepoli come metropoli dell'impero persiano. La seguente mini-galleria mostra le sue ricreazioni virtuali.
La prima immagine da sinistra è una veduta del "Talar-i-Takht" o sala delle 100 colonne di Persepoli. Si nota sulla parte più a sinistra dell'immagine, il famoso "lamassu" (o uomo chimerico, leone, aquila bestia) che saluta i visitatori (sotto una foto di un "lamassu"). I disegni di Chipiez delineano la sua abilità tecnica e l'attenzione ai dettagli.
La seconda immagine da sinistra, è il disegno di Chipiez delle colonne, della loro decorazione, del capitello e della struttura del tetto del palazzo di Dario a Persepoli, noto anche come "Tacar". Mostra dettagli di un toro e l'uso del legno nella costruzione del tetto. Questo spiega perché il palazzo prese fuoco quando Alessandro Magno lo diede alle fiamme.
La terza immagine da sinistra è un disegno tecnico più dettagliato del "Talar-i-Takht" o sala delle 100 colonne. Si noti la stratificazione del tetto, i dettagli sui bordi del tetto, le strutture delle finestre e i dettagli tecnici dei pali di costruzione.
L'ultima immagine, a destra, è una veduta panoramica dell'esterno del palazzo di Dario il Grande a Persepoli. Nei dettagli dei rilievi di Persepoli sono raffigurate, come si possono notare, scene simboliche di leoni che attaccano tori, accompagnate da due gruppi di soldati persiani che proteggono (in questo caso simbolicamente) l'infrastruttura sovrastante.

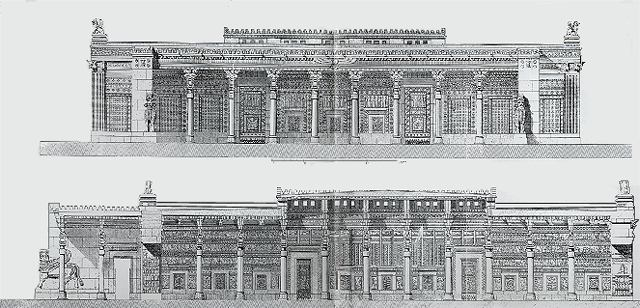
Sala delle 100 colonne (Sala del trono, o "Talar-i-Takht")
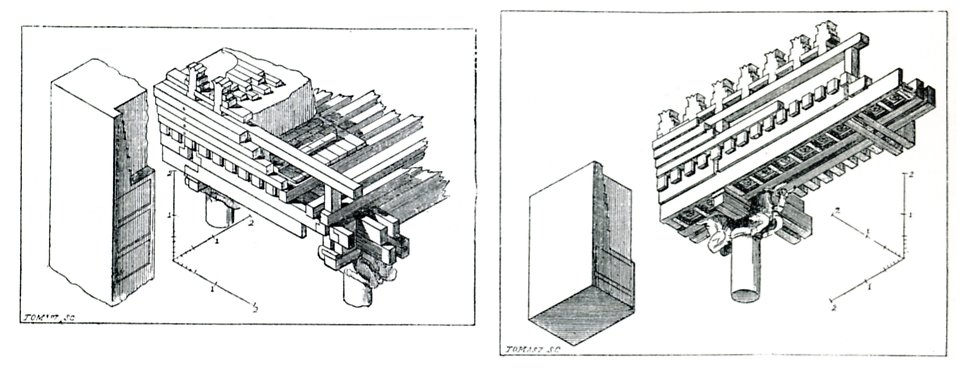
Analisi del tetto e capitello delle colonne del "Tachar" o palazzo di Dario
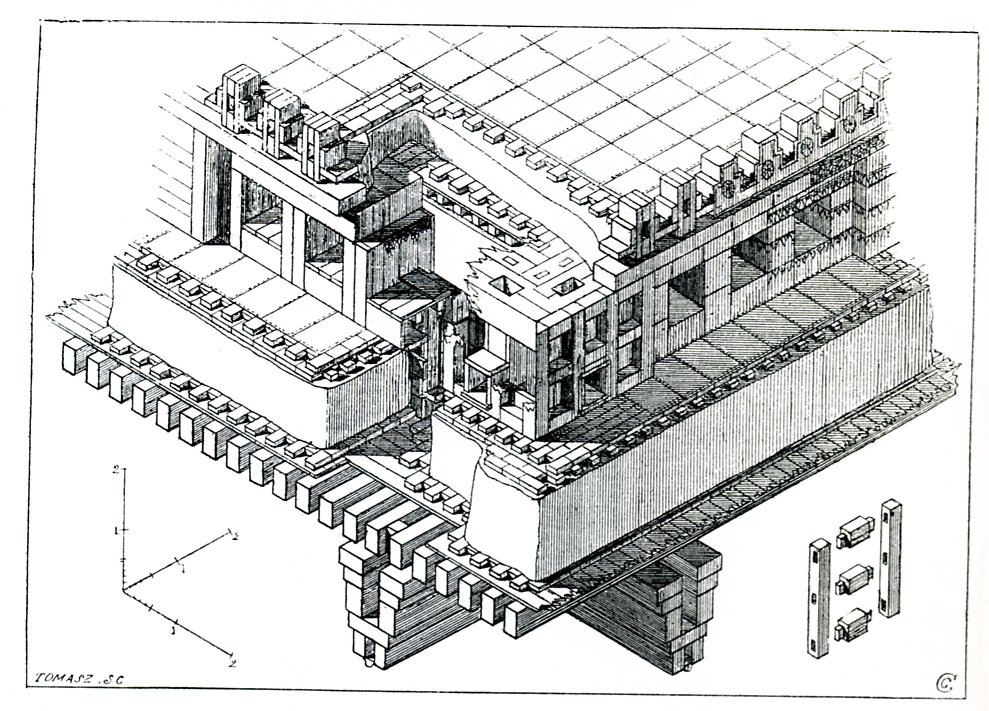
Ricostruzione aerea della struttura del "Talar-i-Takht" o sala delle 100 colonne
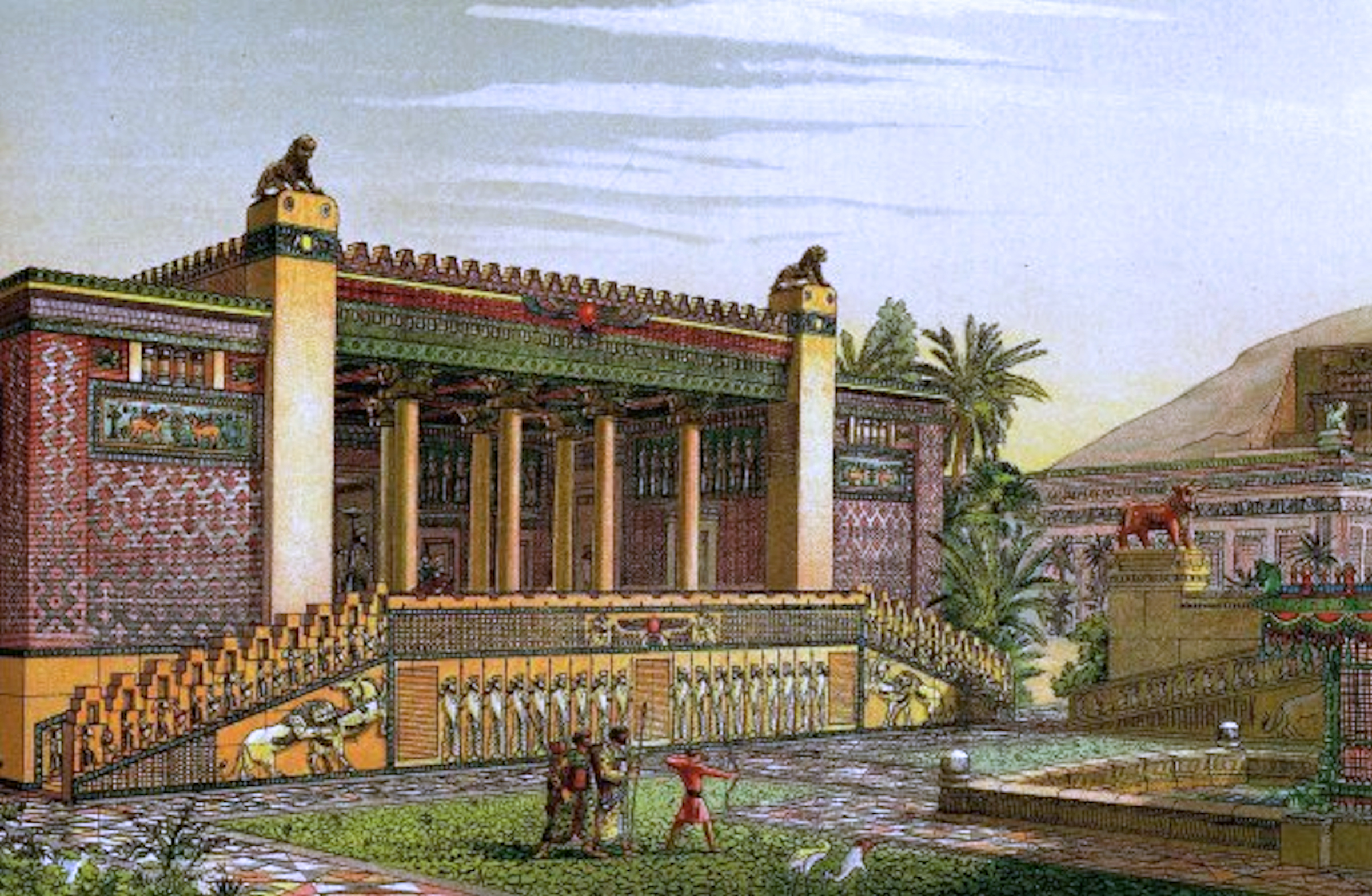
Ricostruzione virtuale dell'ingresso al palazzo di Dario il Grande, Persepoli

## Susa

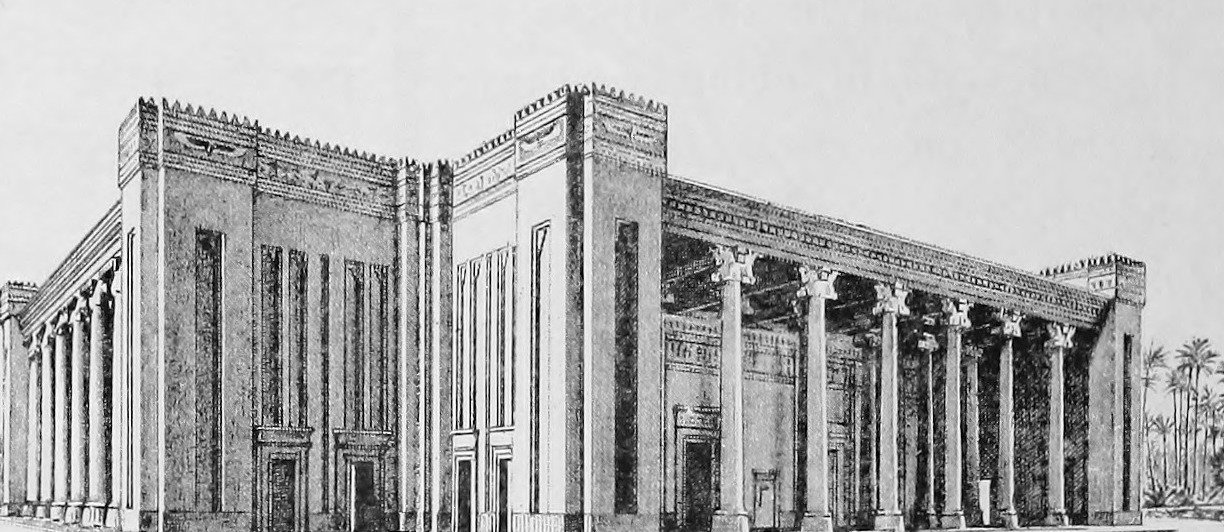
Disegno con la ricostruzione del Palazzo di Dario a Susa

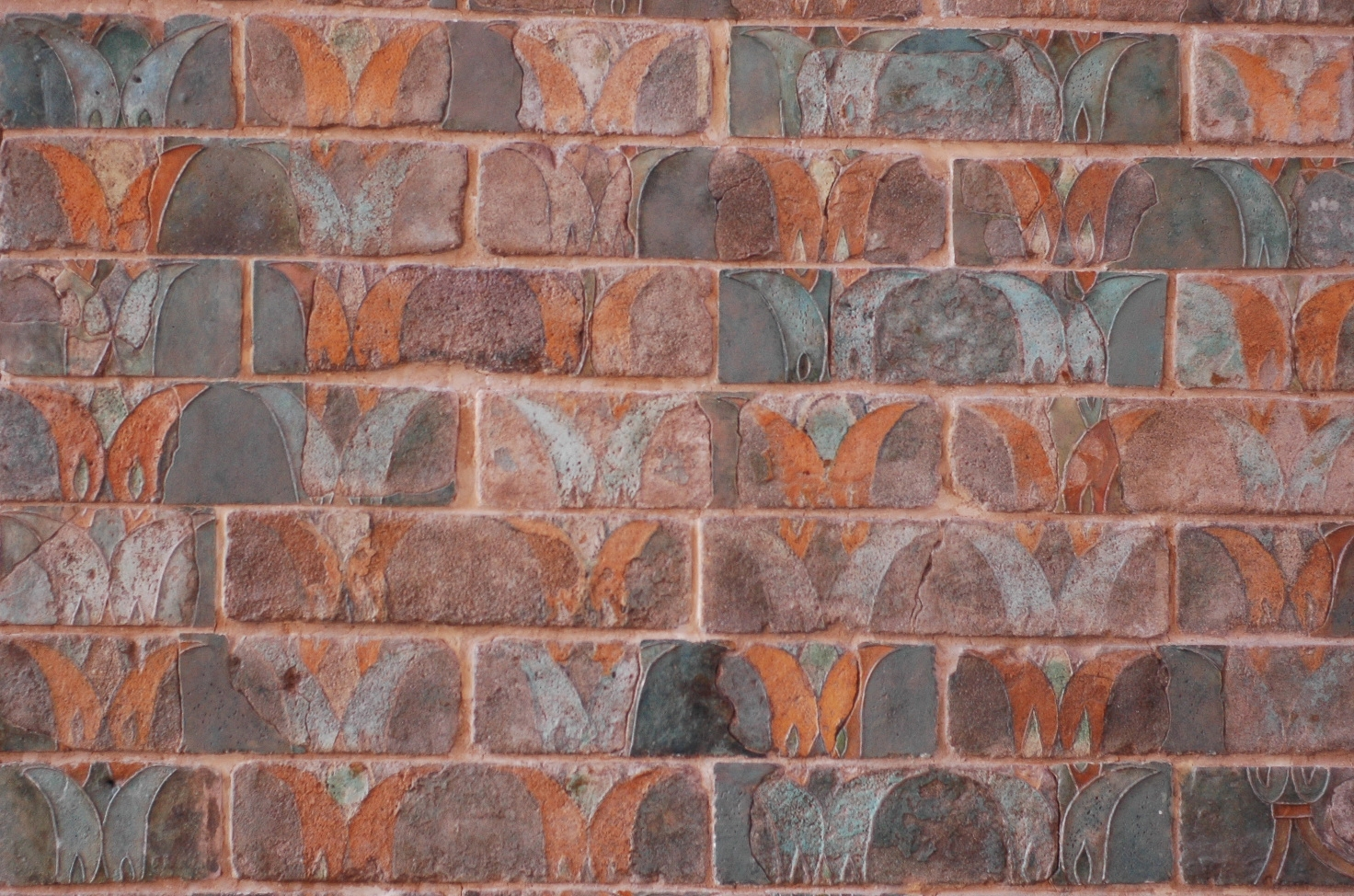
Mattoni di silice smaltati raffiguranti palme dispostecome fiori, (ca. 510 a.C.) dal palazzo di Dario il Grande, Susa. Da notare la vivace colorazione conservata grazie alla struttura, protetta dalle intemperie in quanto interrata. L'oggetto è attualmente in mostra al Museo del Louvre, a Parigi

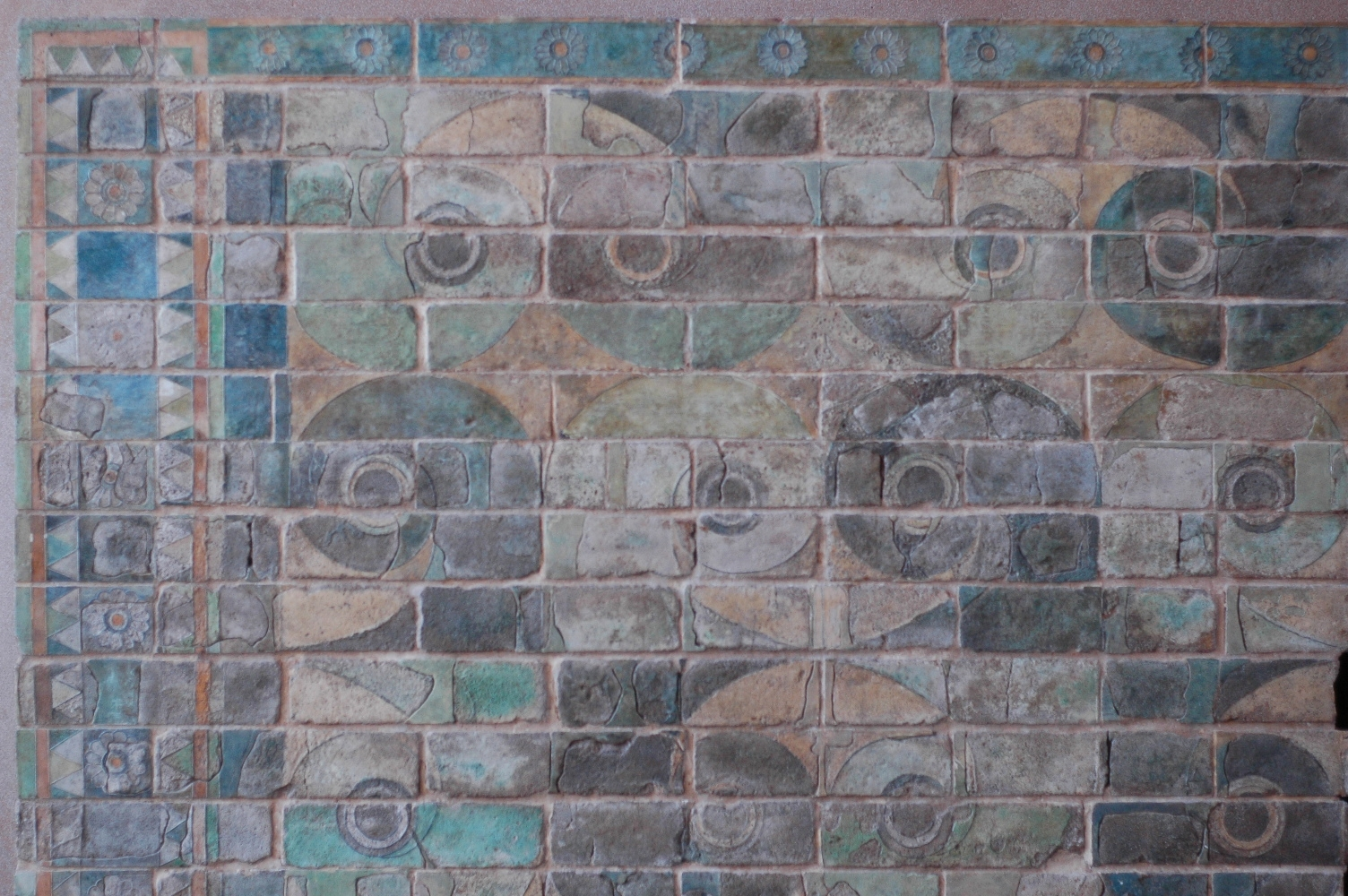
Un altro fregio decorativo in terracotta dal palazzo di Dario il Grande a Susa, raffigurante quelle che sembrano spirali. Si noti il colore blu e la somiglianza con l'oceano

Susa era una città antica (5500 a.C.) già al tempo degli Achemenidi. Divenne parte dell'Impero achemenide nel 539 a.C. e fu ampliata da Dario il Grande con la costruzione del Palazzo di Dario e successivamente con lo sviluppo del palazzo di Artaserse II. Il palazzo aveva un Apadana unico, simile a quello di Persepoli, tranne per il fatto che questa sala era molto più grande della sua controparte di Persepoli e copriva circa 9.200 metri quadrati. Ciro il Grande scelse Susa come sito per una delle sue fortificazioni creando lì un muro che era significativamente più alto delle mura più antiche fatte dagli Elamiti. Questa scelta avrebbe potuto essere quella di facilitare il commercio dal Golfo Persico verso nord. Ciò che rimane, come struttura di questa capitale un tempo attiva, sono cinque tumuli archeologici, oggi situati nella moderna Shush, nell'Iran sudoccidentale, sparsi su 250 ettari.

### Dettagli strutturali
Il progetto di Dario, per il suo palazzo a Susa, assomiglierebbe a quello Persepoli sia strutturalmente che esteticamente, ma incorporerebbe un tocco locale. La struttura ospitava una grande sala del trono o Apadana simile all'Apadana di Persepoli. Questa versione di Apadana di Susa sarebbe stata composta da tre portici ad angolo retto tra loro, uno dei quali chiuso su tutti e tre i lati dalle mura, e aperto solo nella sua direzione sud. Il palazzo sarebbe stato decorato con rilievi, in terracotta smaltata, di leoni che camminano.
La pareti sarebbero state decorate con scene intricate raffiguranti arcieri del re Dario, motivi della natura come doppi tori, unicorni, fasce arricciate in volute e palme disposte come un fiore o una campana. Gli arcieri in particolare raffigurano una simbiosi unica dell'arte persiana, ionica e greca dell'epoca riflettendo probabilmente l'origine degli artisti originariamente assunti da Dario il Grande e le loro personali riflessioni sull'opera finita. Forse il rilievo in terracotta più suggestivo è quello del grifone, raffigurante una creatura alata che ricorda un leone con le ali di un'aquila. I rilievi in mattoni di terracotta erano decorati con vivaci colorazioni che spesso conferivano loro una qualità realistica.

### Storia
Architettonicamente, il palazzo di Dario a Susa, era l'epitome dell'architettura persiana al culmine della crescita dell'impero. Originariamente eretto da Dario, e ampiamente ristrutturato e modificato da Artaserse II, doveva riflettere la stessa opulenza e prestigio di Persepoli. Questo fu il tentativo di Dario il Grande di decorare la sua capitale estiva di Susa e di mostrarne la gloria. L'archeologo francese Marcel-Auguste Dieulafoy ha scoperto i resti del palazzo di Dario, tra le rovine di Susa, producendo i manufatti di questa struttura un tempo magnifica ora esposti al museo del Louvre, in Francia. Scrisse anche una serie di osservazioni architettoniche note come "L'Art antique de la Perse" che hanno impressionato in modo significativo la comunità artistica per quanto riguarda la complessità dell'architettura achemenide. Sebbene Dieulafoy e sua moglie Jane abbiano dato un contributo significativo in termini di scavo, i resti di Susa erano stati notati da molti osservatori anni prima e rilevati ufficialmente da William K. Loftus nel 1852.
Susa era una città ricca quando Alessandro Magno la invase e si dice che avesse avuto bisogno di 10.000 cammelli e 20.000 asini per portare via i tesori. Per la maggior parte la ricchezza architettonica di Susa risiedeva nei suoi palazzi e nelle strutture cerimoniali, la maggior parte delle quali sono state erose dal tempo o dall'usura. Oggi i resti più importanti del contributo achemenide all'architettura dell'antica Susa si trovano nei resti del Palazzo di Dario il Grande nel sito di scavo originale, o ospitati nei musei di nazioni straniere come manufatti persiani. Oggi i resti archeologici della struttura rimangono esposti alle intemperie, all'usura e all'attività umana, e sembra che i resti di Susa siano destinati ad essere perduti per sempre dall'umanità, fatta eccezione forse per pochi pezzi selezionati in mostra al Louvre o in musei di nazioni straniere.
Di seguito alcune foto selezionate del palazzo di Dario. La foto all'estrema sinistra ritrae il famoso rilievo degli Arcieri dal palazzo di Dario a Susa. La seconda immagine da destra, è un "lamassu" bidimensionale, una creatura mitica con ali di aquila, testa di uomo e corpo di leone. L'immagine al centro, è della base di una colonna del palazzo di Dario a Susa, che ha inscritto nel suo bordo, in tre lingue (babilonese, elamita e antico persiano), che Dario è il "grande re dei re. "

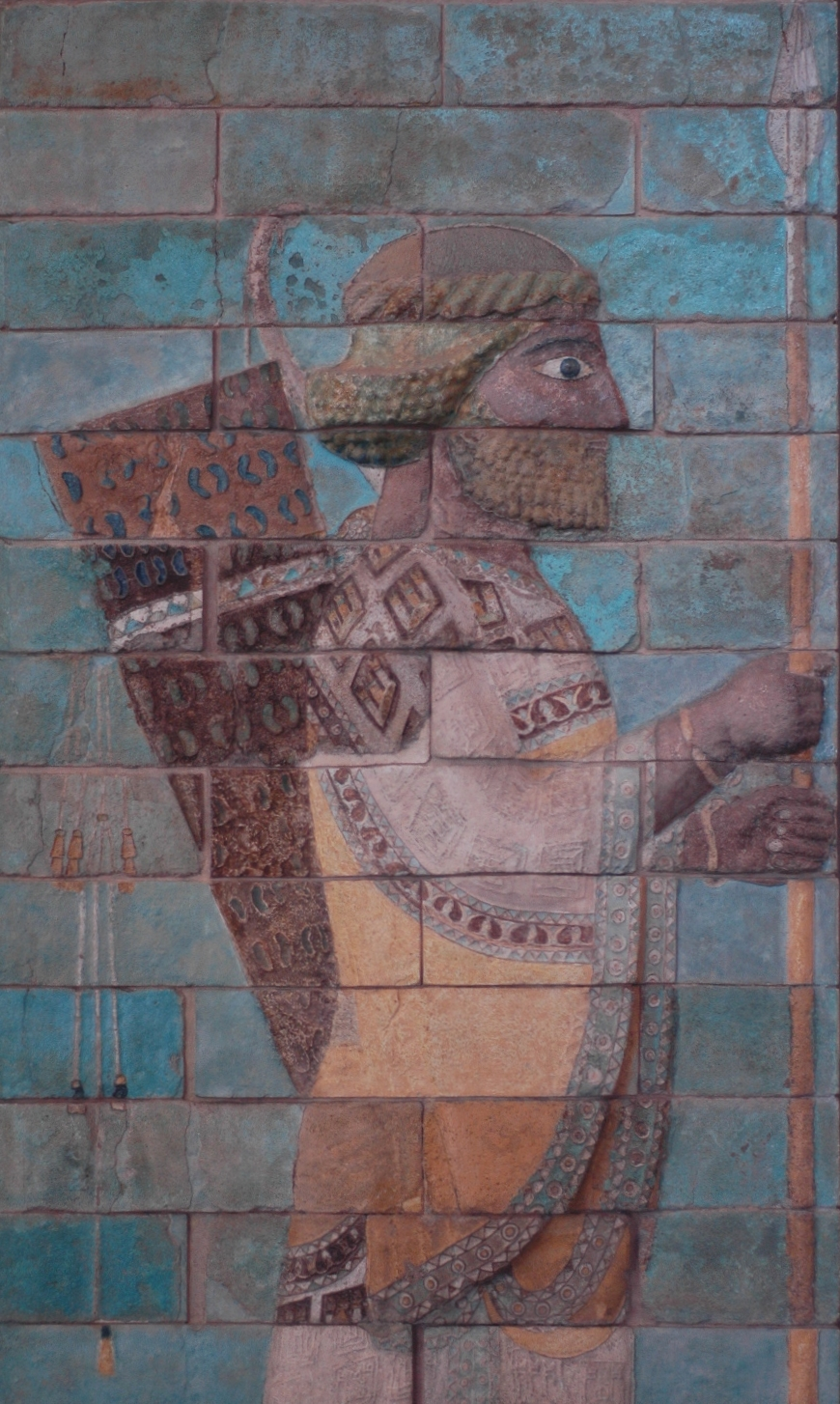
Fregio in terracotta dell'Apadana di Susa, raffigurante un soldato achemenide. Si notino gli intricati dettagli dell'abbigliamento e la vivace colorazione del capo
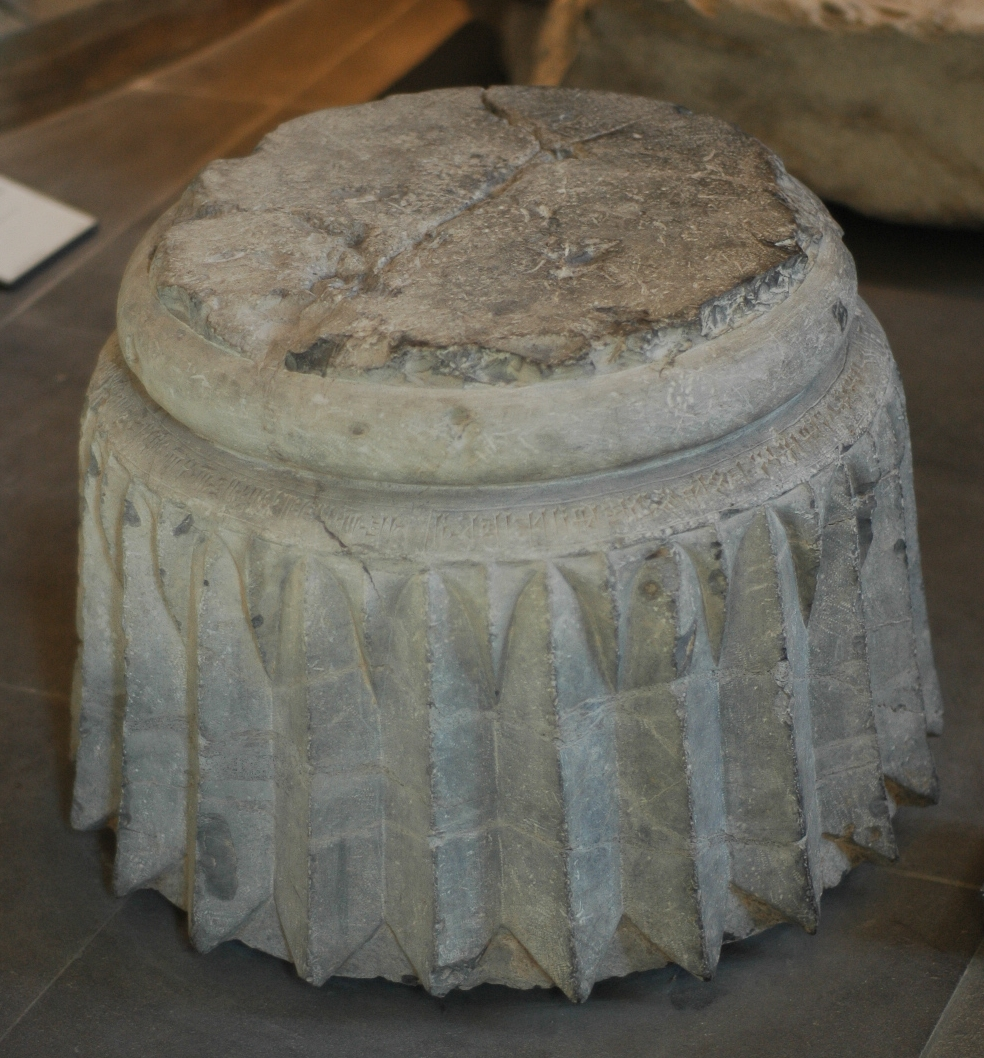
Base a campana di colonna proveniente dal palazzo di Dario a Susa recante un'iscrizione trilingue: "Io, Dario, il gran re dei re"
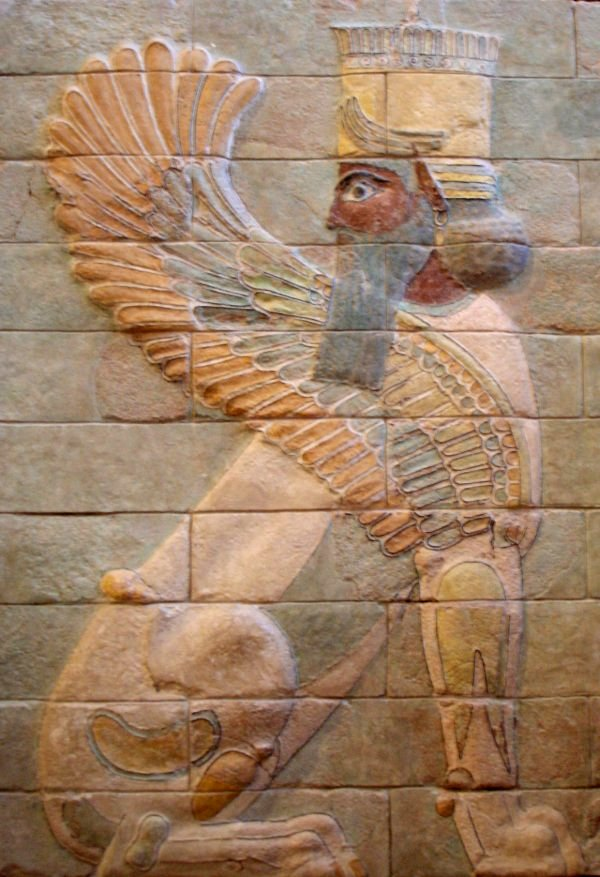
Una creatura con testa di uomo, corpo di leone e ali di aquila, simile a un "lamassu", dal palazzo di Dario, Susa (Shush)
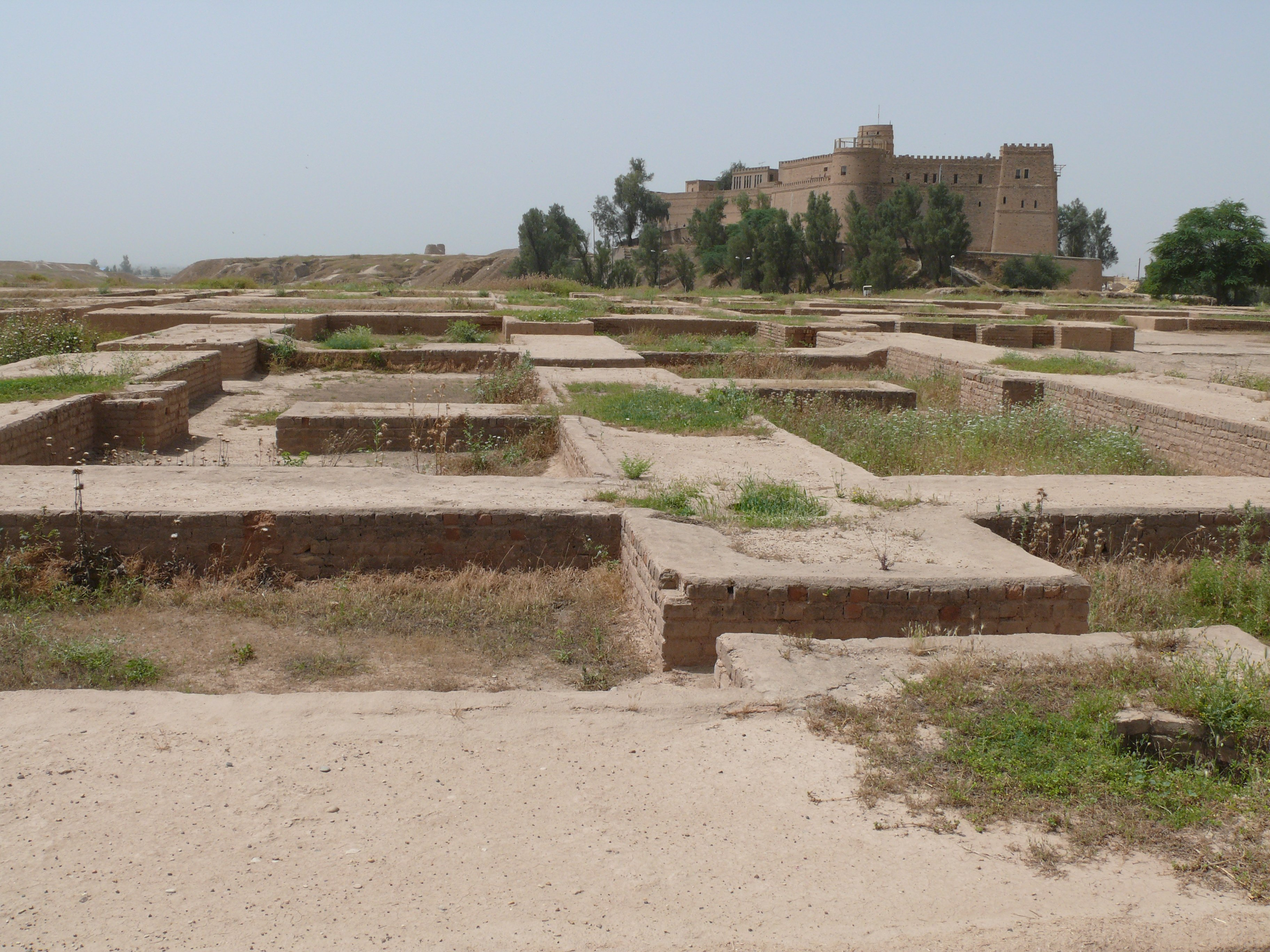
Resti dell'Apadana di Susa costruita da Dario I. Rimangono solo le fondamenta, ma su questa struttura c'era, un tempo, una grande sala con colonne.

## Naqsh-e Rostam

Veduta panoramica del sito Naqsh-e Rostam scavato nella montagna

Naqsh-e Rostam è un sito archeologico situato a circa 6 chilometri a nord-ovest di Persepoli nella regione di Marvdasht nella provincia di Fars in Iran. Funge da necropoli per i re achemenidi, ma è un'entità storica significativa in quanto ospitava anche antichi rilievi elamiti, così come successivi rilievi dei re sasanidi. Naqsh-e Rostam non è il nome reale di questa massiccia struttura, ma è la parola composita del nuovo persiano composta da "Naqsh" che significa "volto", o "facciata", e " Rustam" che si riferisce all'eroe dell'epopea persiana Shahnameh. Gli Elamiti, gli Achemenidi e i Sasanidi vissero secoli prima della stesura dello Shahnameh da parte del poeta persiano Ferdowsi, e quindi il nome è improprio, frutto della grande amnesia dei Persiani sul loro antico passato, che si stabilì su di loro dopo essere stati conquistati dagli arabi.
Il nome è quindi una creazione retrospettiva, per mancanza di documenti storici e di una conoscenza inclusiva della sua origine. Nell'antica Persia, questa struttura si affacciava sull'ormai lontana città di Istakhr facilmente accessibile da Persepoli. Istakhr aveva un ruolo religioso poiché era il luogo in cui gli Achemenidi veneravano la dea dell'acqua Anahita. La struttura è scolpita in una montagna di roccia calcarea nativa e ospita le camere funerarie di Dario il Grande, Serse I, Artaserse I e Dario II, tutti monarchi achemenidi della Persia. C'è anche una tomba incompleta, poiché solo il suo braccio cruciforme inferiore è scolpito nella roccia, mentre il resto è incompiuto. Si ipotizza che appartenga al re Dario III.
I re furono sepolti dietro una facciata e un rilievo rupestre, che assomigliano a una rappresentazione accurata del palazzo del re e dei suoi dettagli strutturali. L'accuratezza della facciata e la sua associazione con l'attuale struttura dei palazzi dei re è così vicina da produrre quasi una visione di come sarebbero state le strutture prima che il tempo le deteriorasse. La tomba di Dario il Grande, ad esempio, rispecchia il suo palazzo di Persepoli, il "Tacar" anche in scala e dimensioni.
Le tombe sono scolpite, nel fianco della montagna, a forma di croce (antico persiano: "chalipa"), incise nello sfondo calcareo della montagna e sollevate da terra. Il rilievo che si trova nella croce è quello che raffigura il rispettivo palazzo del re, e raffigura anche sul tetto, la figura in rilievo del re che prega Ahura Mazdā o quello che la maggior parte crede sia un riferimento all'icona zoroastriana, Faravahar.
Una delle caratteristiche enigmatiche del complesso è una struttura cubica in pietra alta 12,5 metri e larga circa 7, chiamata "Ka'ba-ye Zartosht" che si traduce in "Cubo di Zoroastro" che si ritiene sia stato costruito durante l'Era achemenide e modificata e cambiata durante l'era sasanide. La struttura è cubica, con impronte cieche sui lati, simili a finestre, e una scala in rovina che conduce a una porticina nella parte anteriore che conduce a un interno completamente vuoto. Ci sono varie speculazioni sulla sua funzione discusse di seguito.
La struttura ospitava anche un antico rilievo elamita che è stato quasi interamente sostituito dai rilievi sasanidi. Oggi non resta che una figura di uomo del contributo elamita a questa montagna. I successivi Sasanidi, crearono anche una propria firma storica sulla struttura, chiamata Naqsh-e Rajab. Sebbene numerosi e molto dettagliati, gli studi delle realizzazioni architettoniche sasanidi fanno luce su alcune delle realizzazioni architettoniche durante il regno del secondo impero persiano.

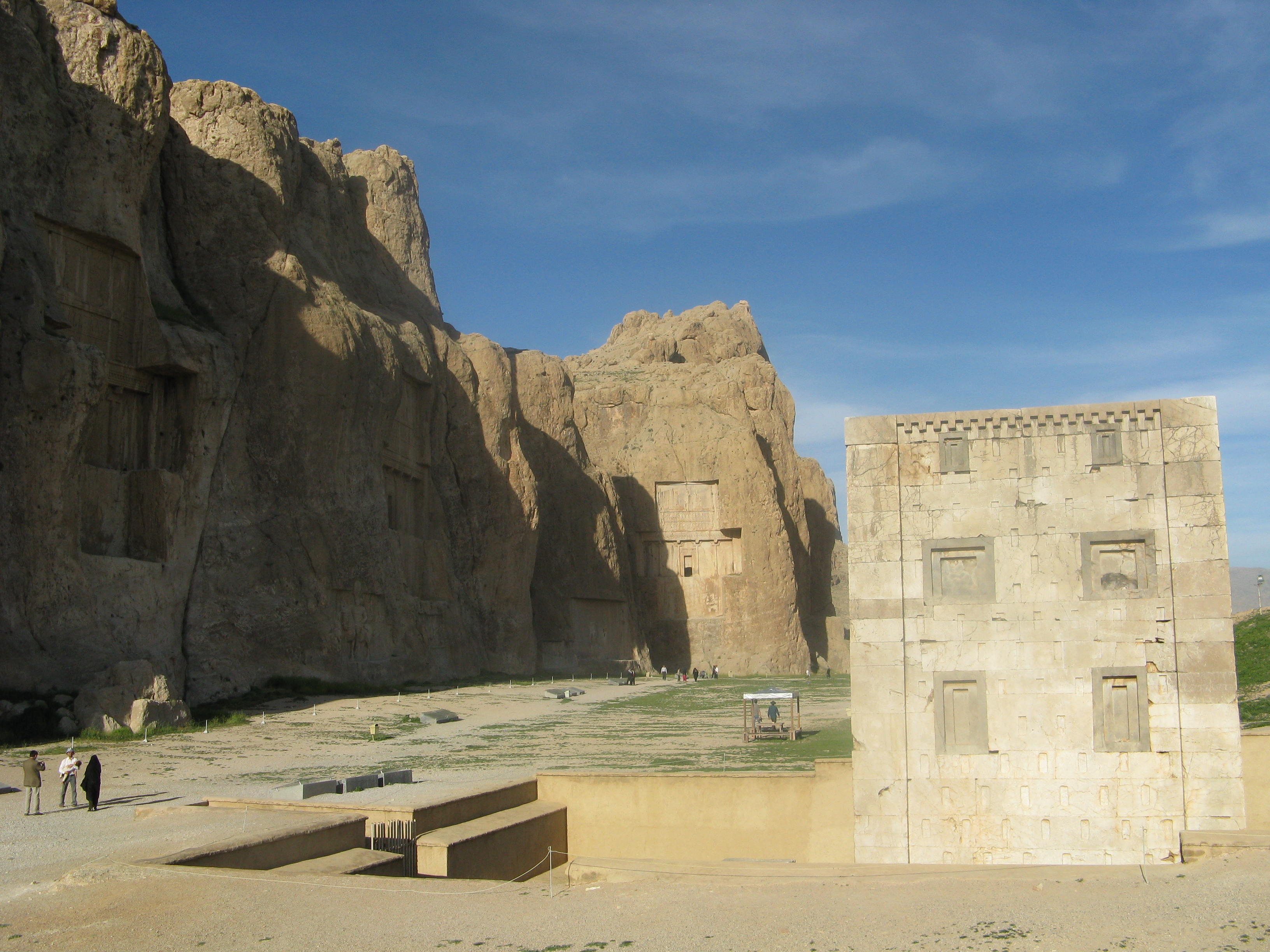
Vista del complesso comprendente il "cubo di Zoroastro" in direzione nord-est. Si noti la profondità della sagoma cruciforme
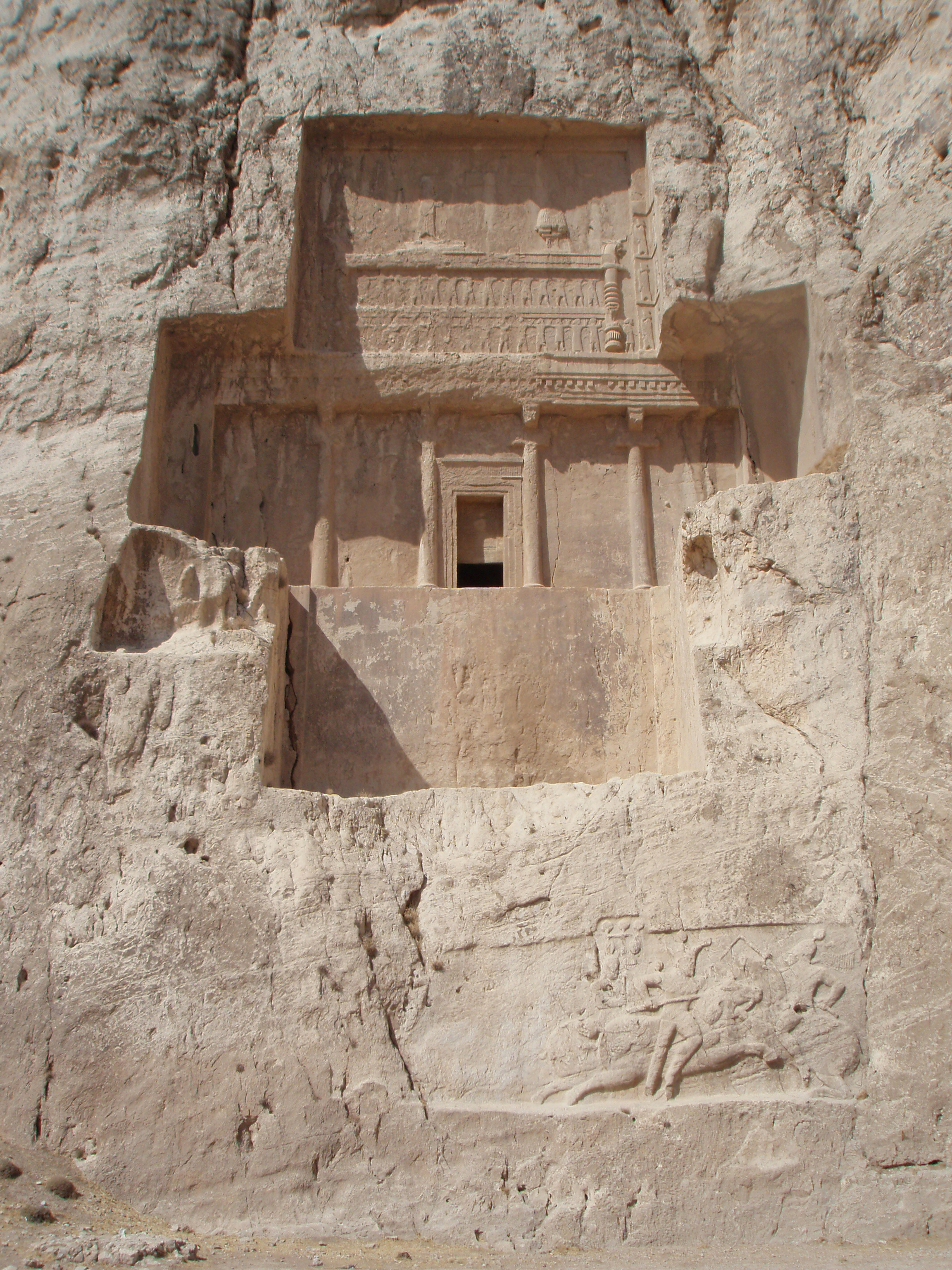
Tomba di Dario il Grande. Si noti, alla base, il rilievo di Bahram II dell'impero sasanide
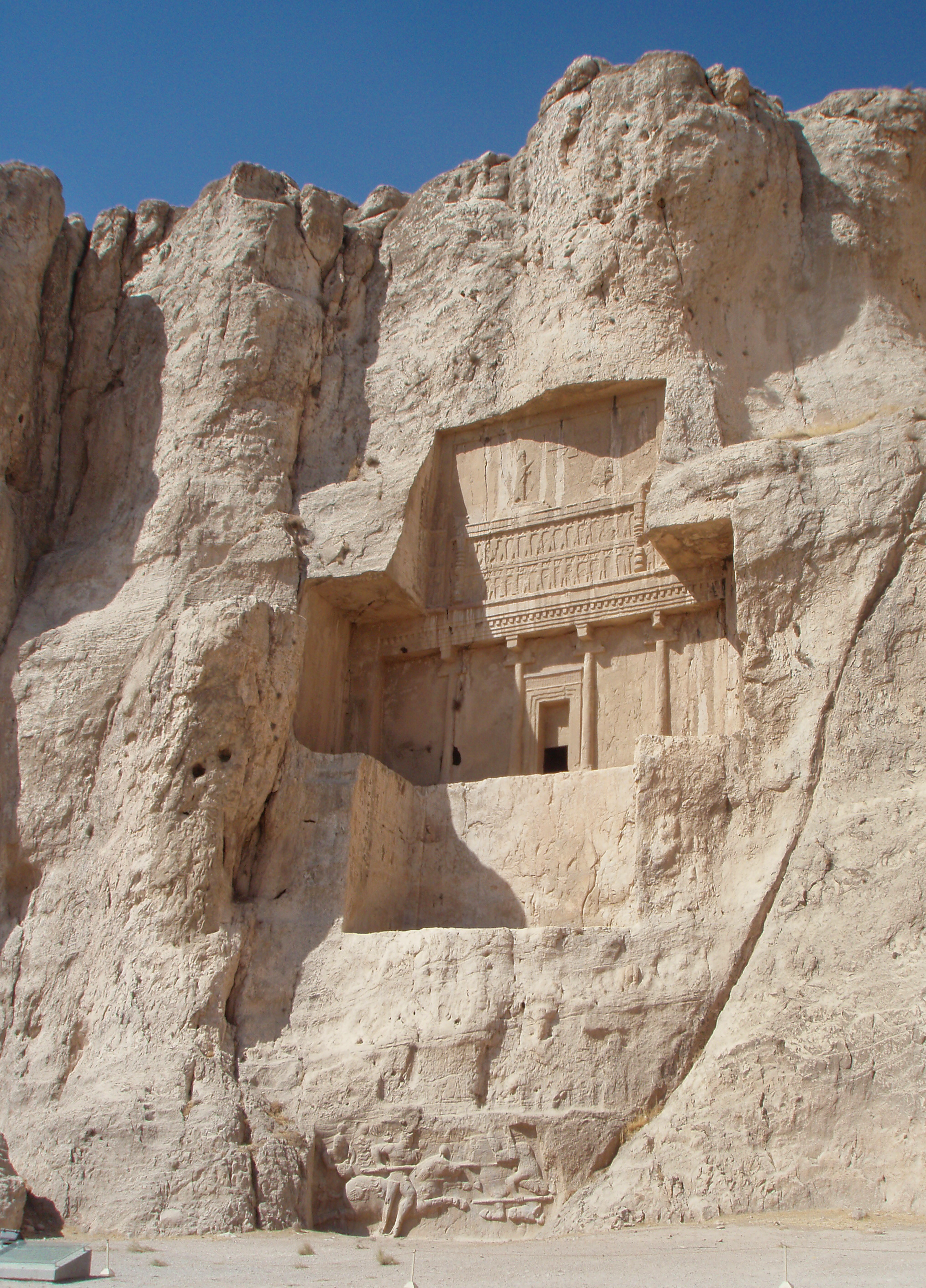
Tomba di Artaserse I. Si noti, alla base, il rilievo di Ormisda II dell'impero sasanide

### Ka'ba-ye Zartosht

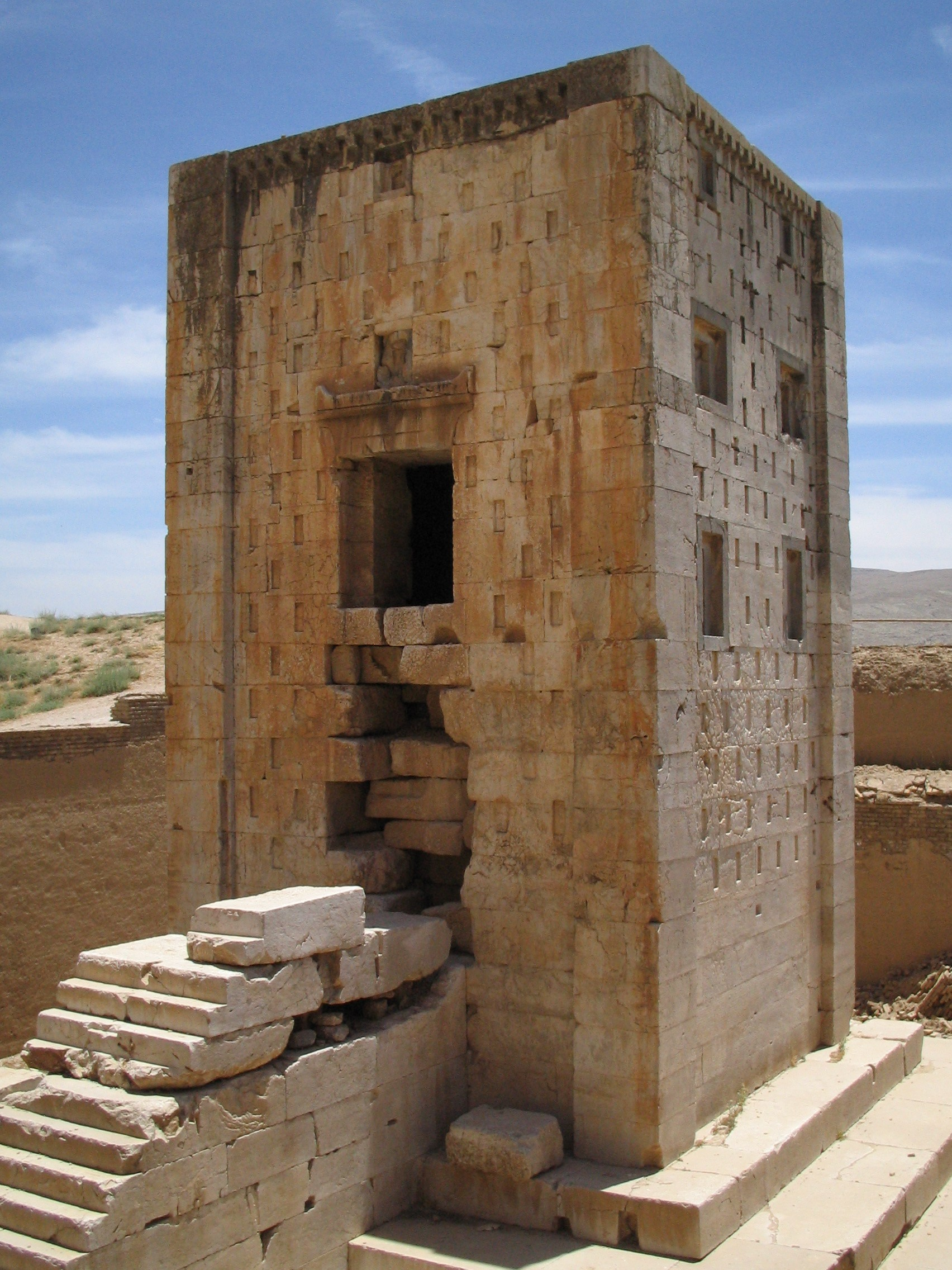
Primo piano del "Ka'ba-ye Zartosht"

L'enigmatica struttura di Ka'ba-ye Zartosht si erge a circa 12,5 metri di altezza, con una forma cubica lineare e una base quadrata di 6,6 metri di lato, costruita in quella che è essenzialmente una depressione rettangolare scavata, avente su tutti i lati, quattro depressioni rettangolari simili a finestre cieche, e molteplici minuscole depressioni rettangolari nella facciata, interdisperse tra le finestre cieche e il lato che ospita la scala. Questa conduce a una piccola porta (1,5 x 1,8 metri) che si apre su una stanza interna di circa 1,1 m2. Il tetto della struttura ospita una trabeazione minima di un motivo quadrato ripetuto. L'intera struttura è posta su una piattaforma rialzata composta da poche lastre di pietra, in sequenza più piccola ma in successione concentrica a forma piramidale. Questa struttura è enigmatica, sia nella sua scelta estetica vista nel suo design piuttosto strano, sia nella facciata, così come nella sua posizione e presunta funzione.

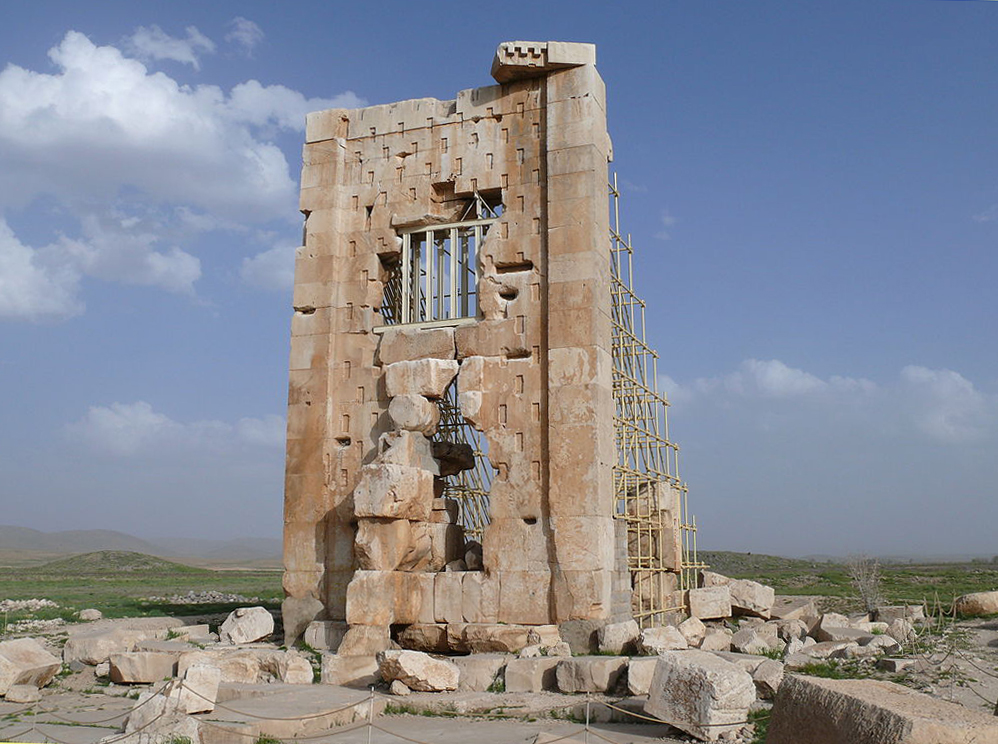
"Zendan-i-Soleiman" o Prigione di Salomone a Pasargade

Da un certo punto di vista, la sua vicinanza alle tombe dei re, e il suo disegno semplice, hanno fatto ipotizzare, ad alcuni studiosi, che il cubo fosse un tempio zoroastriano e il Naqsh-e Rostam fosse più di un semplice luogo per il lutto dei re defunti, ma un grande centro festivo dove la folla si radunava nei giorni festivi per osservare il re pregare Ahramazda e crogiolarsi nella grandezza della struttura mentre pregava. Questo sarebbe certamente logico in quanto la città era anche adiacente a Istakhr, un importante centro religioso e culturale. Il concetto che il tempio fosse stato utilizzato come tempio del fuoco, tuttavia, non è probabile perché non c'è ventilazione generale per fumo e gas, e anche perché differisce così drasticamente, architettonicamente ed esteticamente da altri noti siti di templi contemporanei nella provincia del Pars.
Curiosamente il progetto anche se unico nel sito, non è l'unico nel suo genere. Situati non lontano dal "Cubo di Zoroastro", esistono a Pasargade, ancora oggi, i resti di una struttura che è molto simile per forma quadrata e disegno al "Cubo di Zoroastro", chiamato "Zendan-i-Suleiman". Il nome "Zendan-i-Suleiman" è una parola composita composta dalle parole "Zendan" che in persiano significa "prigione" e "Suleiman" che è un nome dialettale persiano locale per indicare il re Salomone, che si traduce in "prigione di Salomone". Strutturalmente sia la "Prigione di Salomone" che il "Cubo di Zoroastro" hanno la stessa forma cubica e si assomigliano persino nei minimi dettagli, compresa la facciata e le dimensioni. Il nome "Prigione di Salomone" è ovviamente un termine improprio poiché Salomone non ha mai eretto questa struttura. Il termine doveva derivare da una tattica persiana consigliata dai persiani locali, per proteggere sia la tomba di Ciro il Grande, sia le strutture circostanti compreso questo tempio, dalla distruzione degli arabi invasori, chiamando il mausoleo "tomba della madre di Salomone" e il tempio di Pasargadae "Prigione di Salomone".
Proprio come il "Cubo di Zoroastro", la funzione della "Prigione di Salomone" non è ben compresa. Ci sono teorie sull'uso delle strutture come deposito di oggetti di importanza dinastica o religiosa, nonché teorie sul fatto che fossero dei templi del fuoco. Va anche notato che le strutture così come esistono oggi non sono semplicemente opera degli architetti achemenidi e sono state modificate e migliorate dai Sasanidi, che le utilizzavano anche per le loro esigenze festive e politiche.

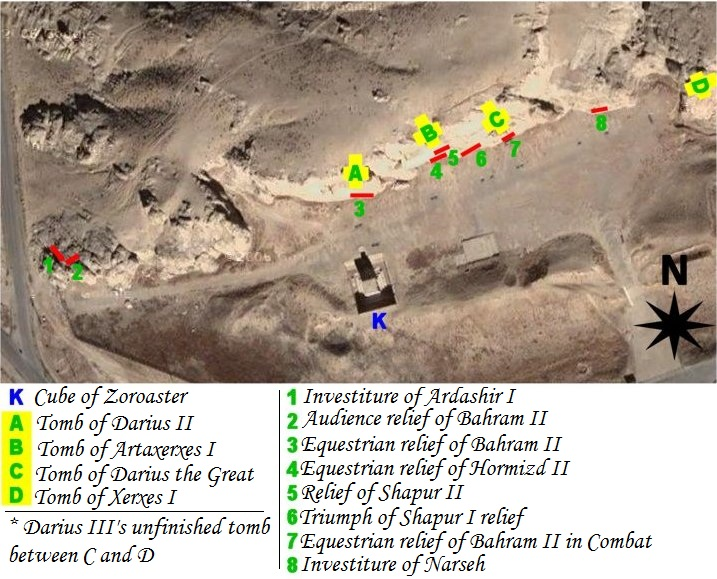
Vista aerea del sito. "K" indica il "Cubo di Zoroastro." Le lettere (A,B,C,D) indicano le tombe di Dario II, Artaserse I, Dario il Grande e Serse I rispettivamente. I numeri indicano i rilievi sasanidi
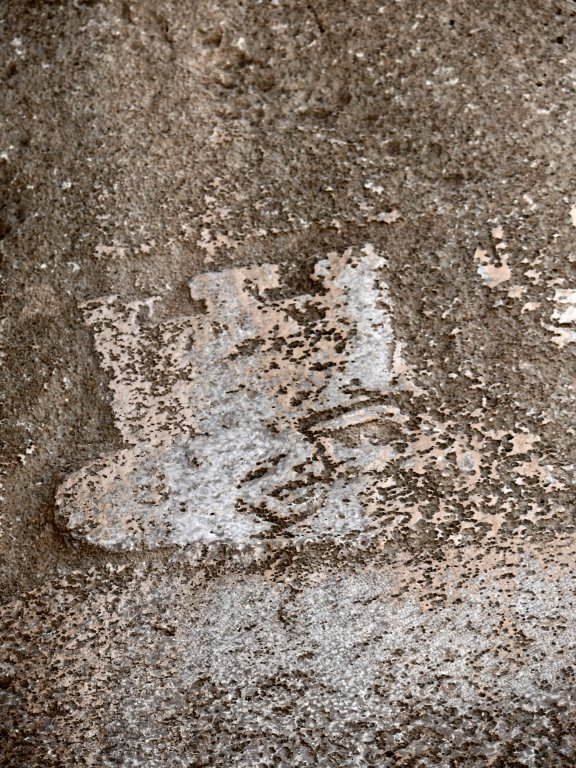
Testa sbiadita e corona in rilievo di una figura elamita a Naqsh-e Rostam. La gente del posto deve aver pensato che le figure elamite fossero quelle dell'eroe epico persiano Rostam
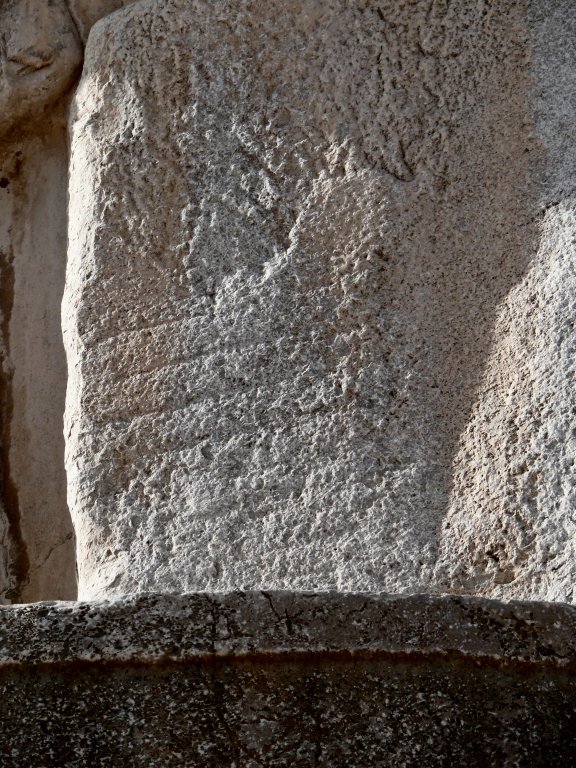
Resti deboli, se non irriconoscibili, di quello che sembra essere il trono di un re elamita. I sasanidi eliminarono i resti elamiti

## Iscrizioni di Behistun

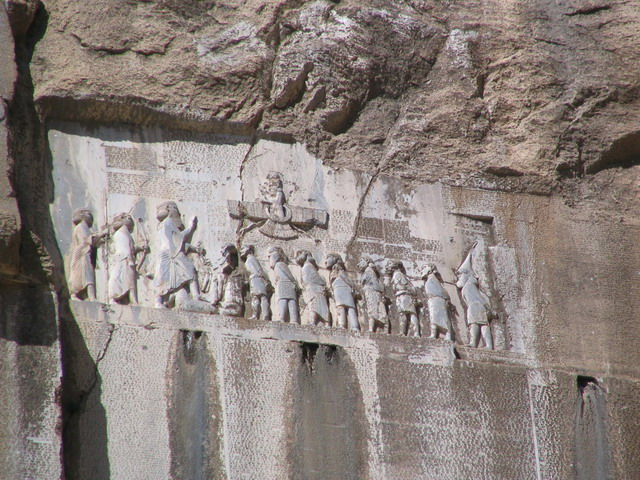
Iscrizioni di Behistun

Scolpita in alto nel monte Behistun di Kermanshah, si trova l'iscrizioni di Behistun, un testo inciso nella pietra della montagna che descrive il modo in cui Dario divenne re di Persia, dopo il precedente sovrano (Cambise II), e come rovesciò il "mago" usurpatore del trono. In questa iscrizione Dario descrive anche i suoi satrapi e delinea la sua posizione di re e imperatore dell'impero persiano.

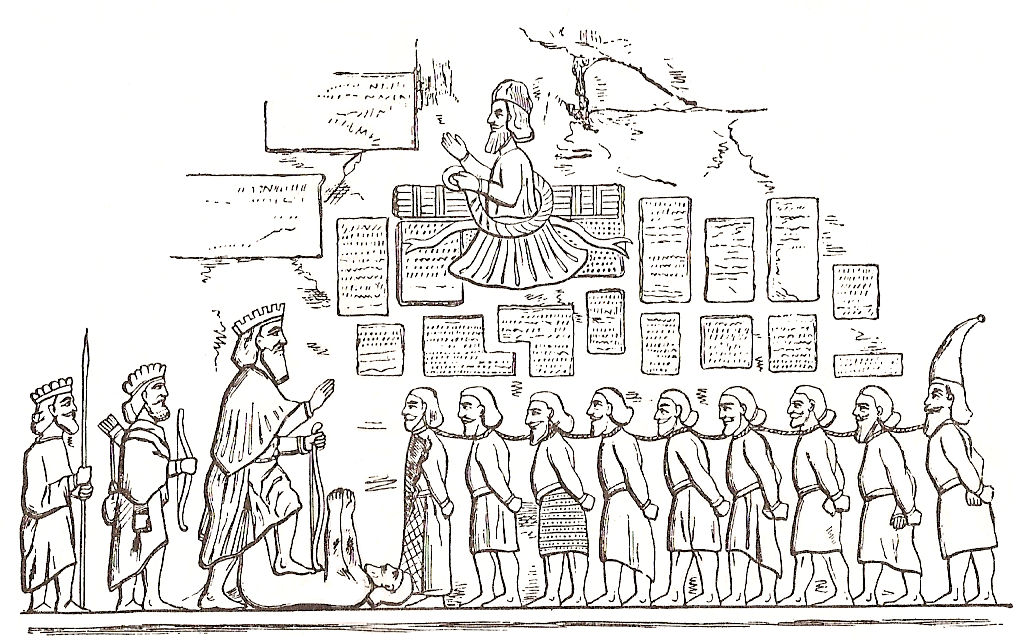
Una rappresentazione schematica dell'iscrizione di Behistun. Si noti, da sinistra a destra: due guardie al servizio di Dario il Grande, il re stesso che scavalca il presunto usurpatore Gaumata, un gruppo di cospiratori "magi" di Gaumata in catene davanti al re.

Dal punto di vista architettonico, l'iscrizione di Behistun è un progetto imponente, che prevedeva di tagliare il bordo ruvido della montagna per creare figure a bassorilievo come si vede nelle immagini sopra. La montagna Behistun, si erge fino a circa 510 metri come parte delle catene montuose di Zagros in Iran. La posizione della montagna è ideale essendo vicina sia a Ecbatana che a Babilonia. Il bassorilievo stesso si trova a circa 90 metri sopra la base della montagna. Le figure rappresentano due dei soldati del re, il re stesso in piedi su un usurpatore caduto e prigionieri di diverse nazioni forse dissidenti o co-cospiratori. L'iscrizione stessa è scritta in caratteri cuneiformi in antico persiano, babilonese e medio.
L'iscrizione è stata interpretata e decifrata con l'aiuto di molti intellettuali e studiosi, ma l'orientalista Sir Henry Rawlinson è considerato il più critico nel processo di decifrazione della scritta. Parte del motivo per cui la comprensione del testo è così vivida oggi è dovuto allo stesso Dario il Grande, poiché scrisse il messaggio dell'iscrizione in tre lingue, e così permise agli studiosi moderni di decifrare una lingua e interpretare le altre due, poiché il messaggio era essenzialmente simile in tutte e tre le forme. In questo senso, l'iscrizione di Behistun non è solo un'opera architettonica significativa, ma anche uno strumento linguistico importante, tanto per la comprensione del vecchio mondo dell'antica Persia e delle sue lingue, come la Stele di Rosetta lo è stata per la comprensione dell'antico Egitto e delle sue lingue.

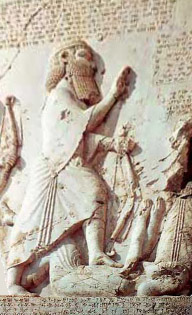
Una fotografia ravvicinata dell'iscrizione di Behistun che mostra la figura di Dario il Grande. Si noti il dettaglio della freccia e la posizione del re e della sua mano
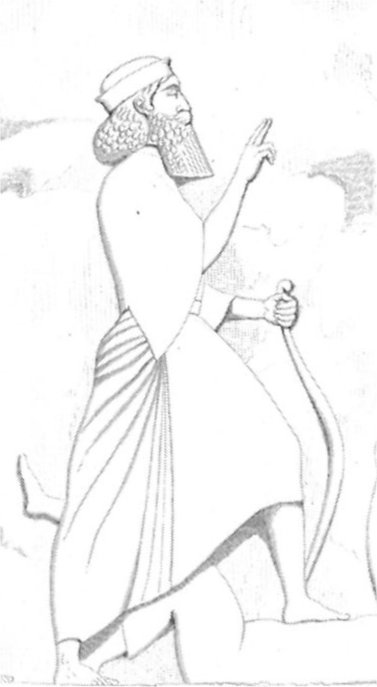
Tracciato di contorno della figura di Dario sull'iscrizione di Behistun
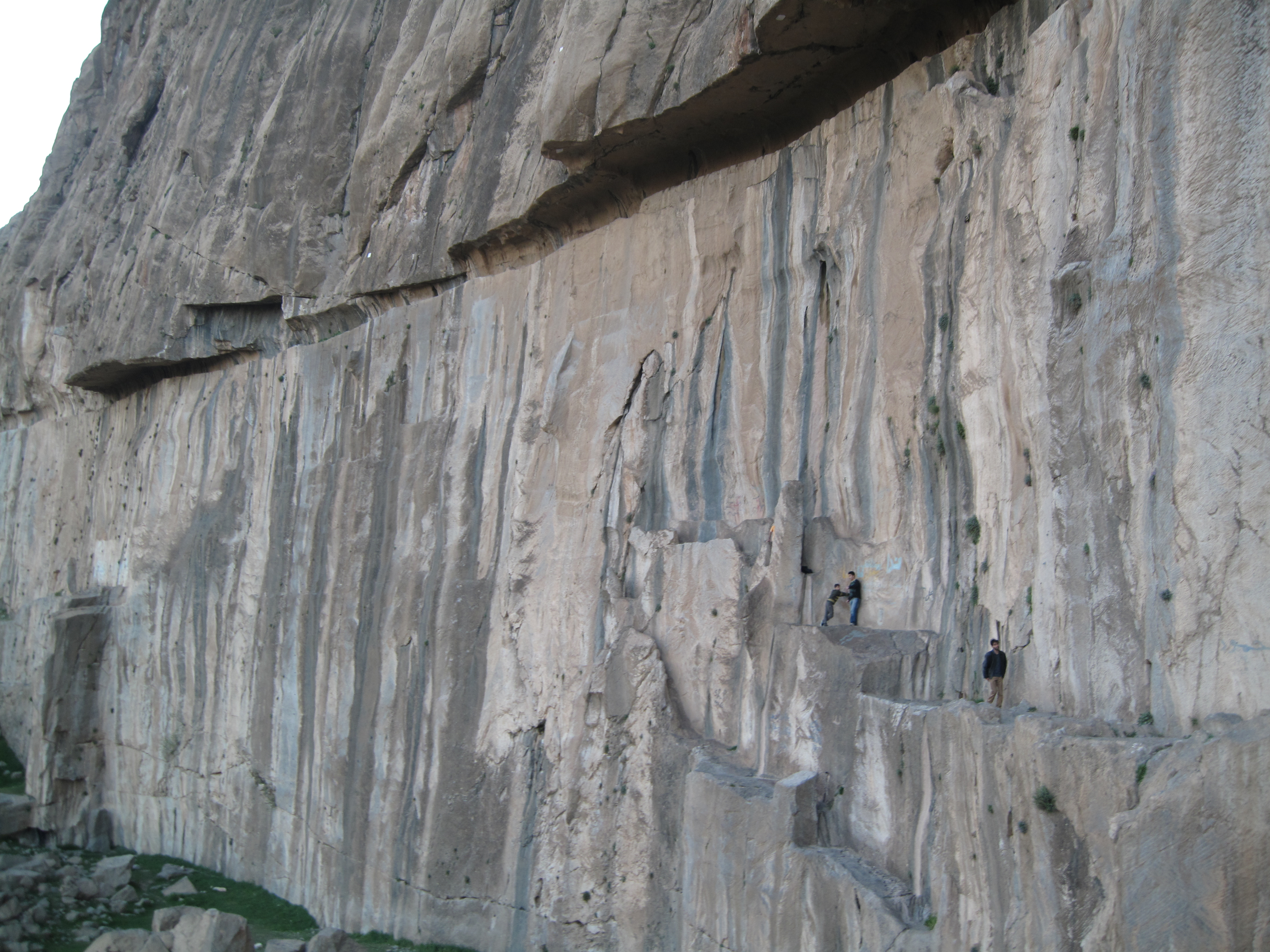
Una foto del monte Behistun. Si notino le dimensioni degli scalatori rispetto a quelle della montagna
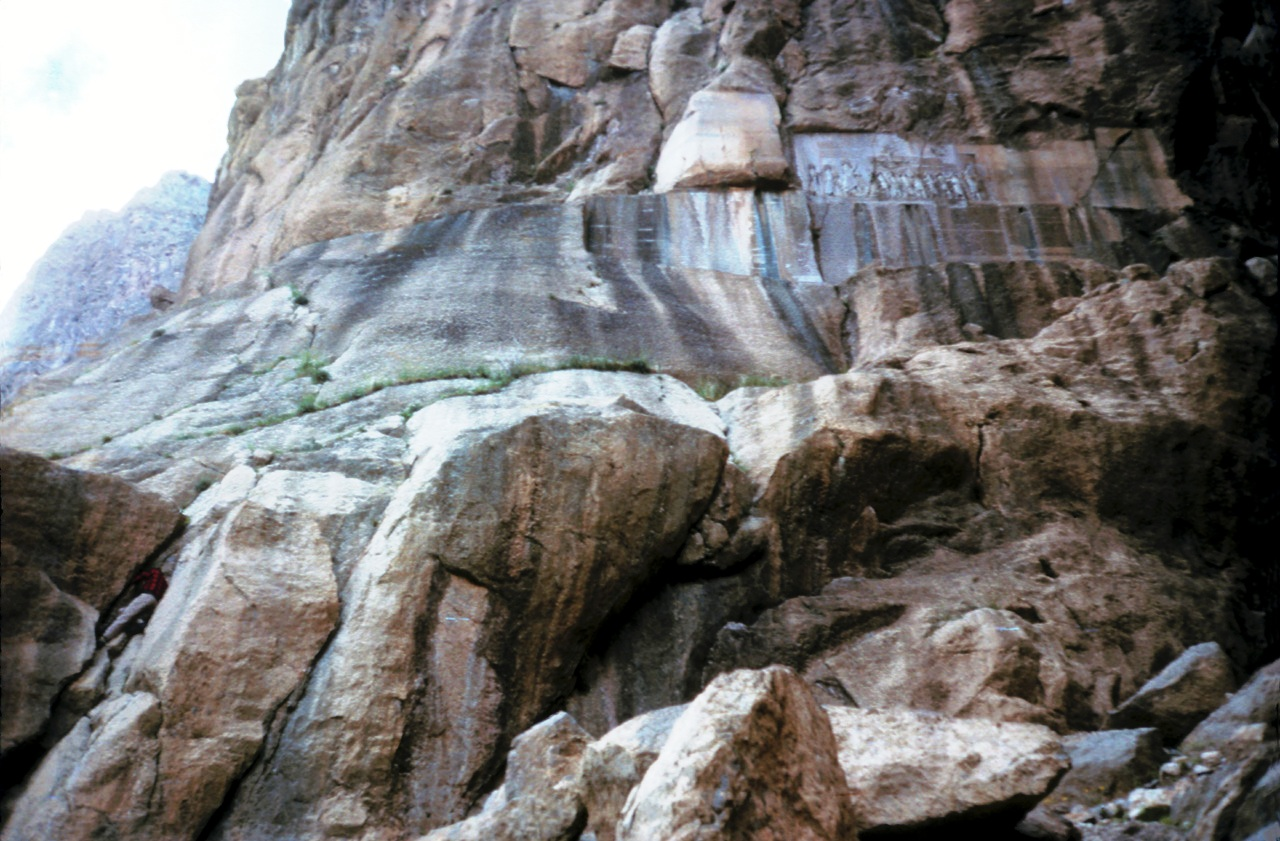
Un panorama dell'iscrizione di Behistun. Si noti che l'iscrizione in rilievo è a 90 metri da terra

### Eredità e influenze
Elementi dello stile achemenide si trovano spesso nell'architettura iraniana contemporanea. Gli edifici costruiti dalla dinastia Pahlavi, in particolare, mostrano un'ampia influenza dell'architettura e dell'arte achemenide.

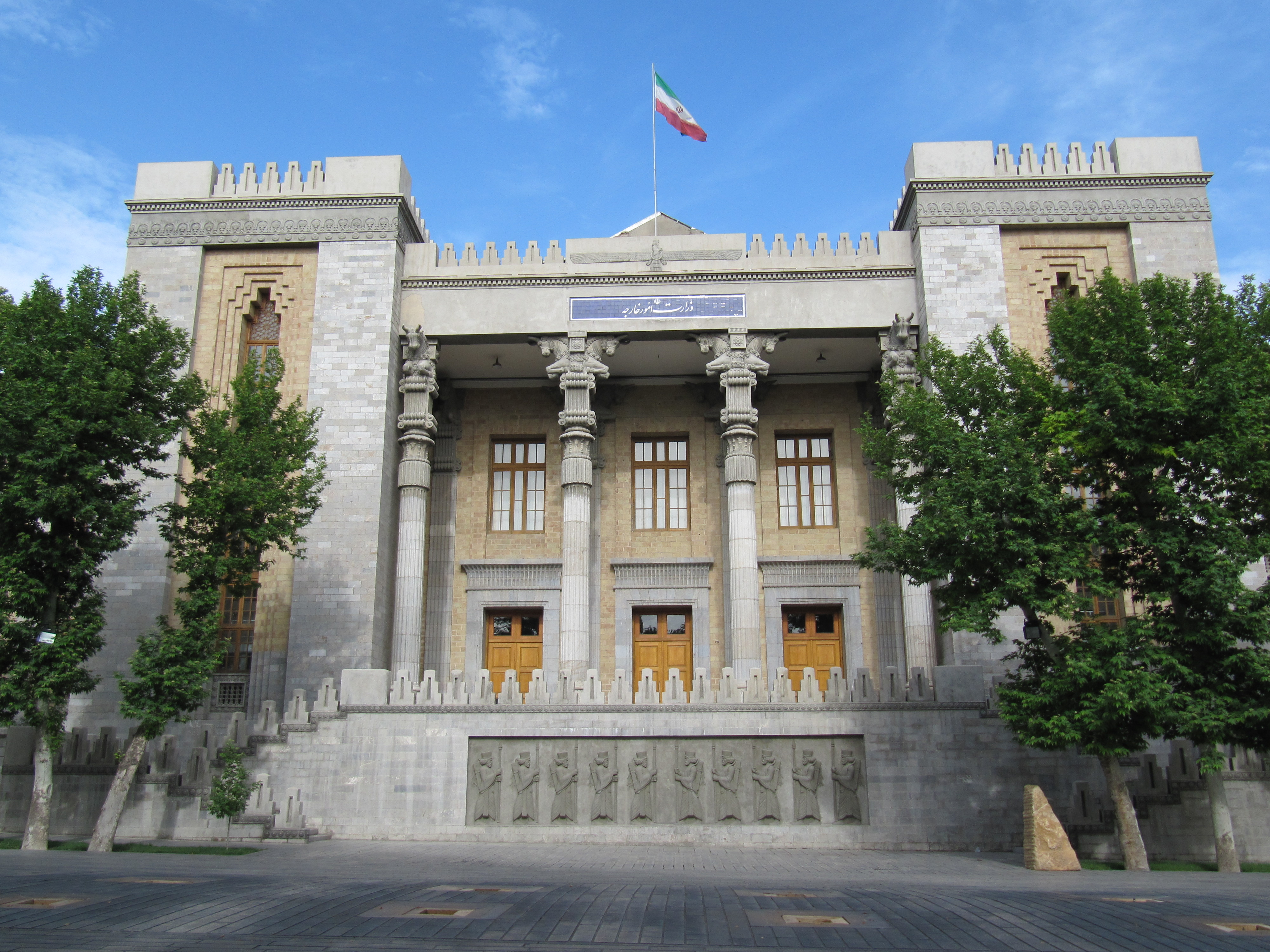
Khakh-e Shahrbani, sede del Ministero iraniano degli affari esteri
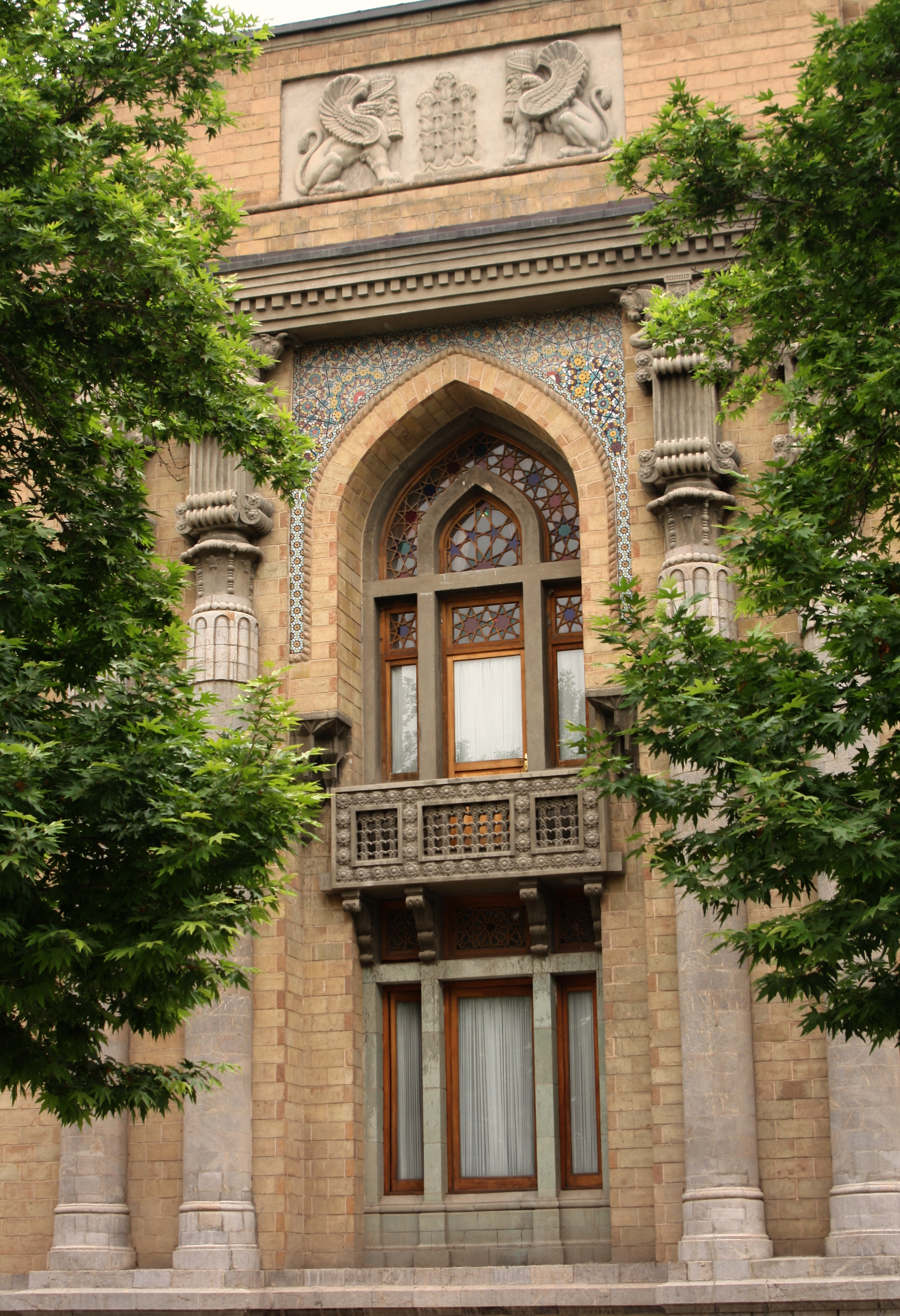
Khakh-e Sahrbani mostra la combinazione di elementi degli stili achamenide e islamico persiano
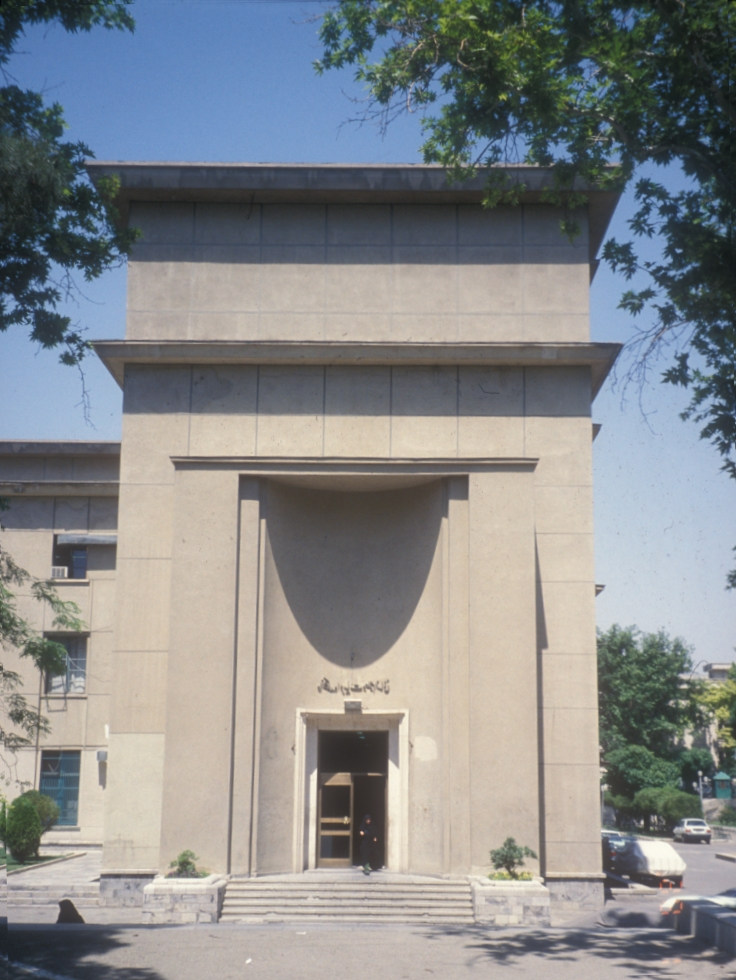
La facoltà di scienze sociali dell'Università di Tehran mostra evidenti tracce di architettura di Persepoli.
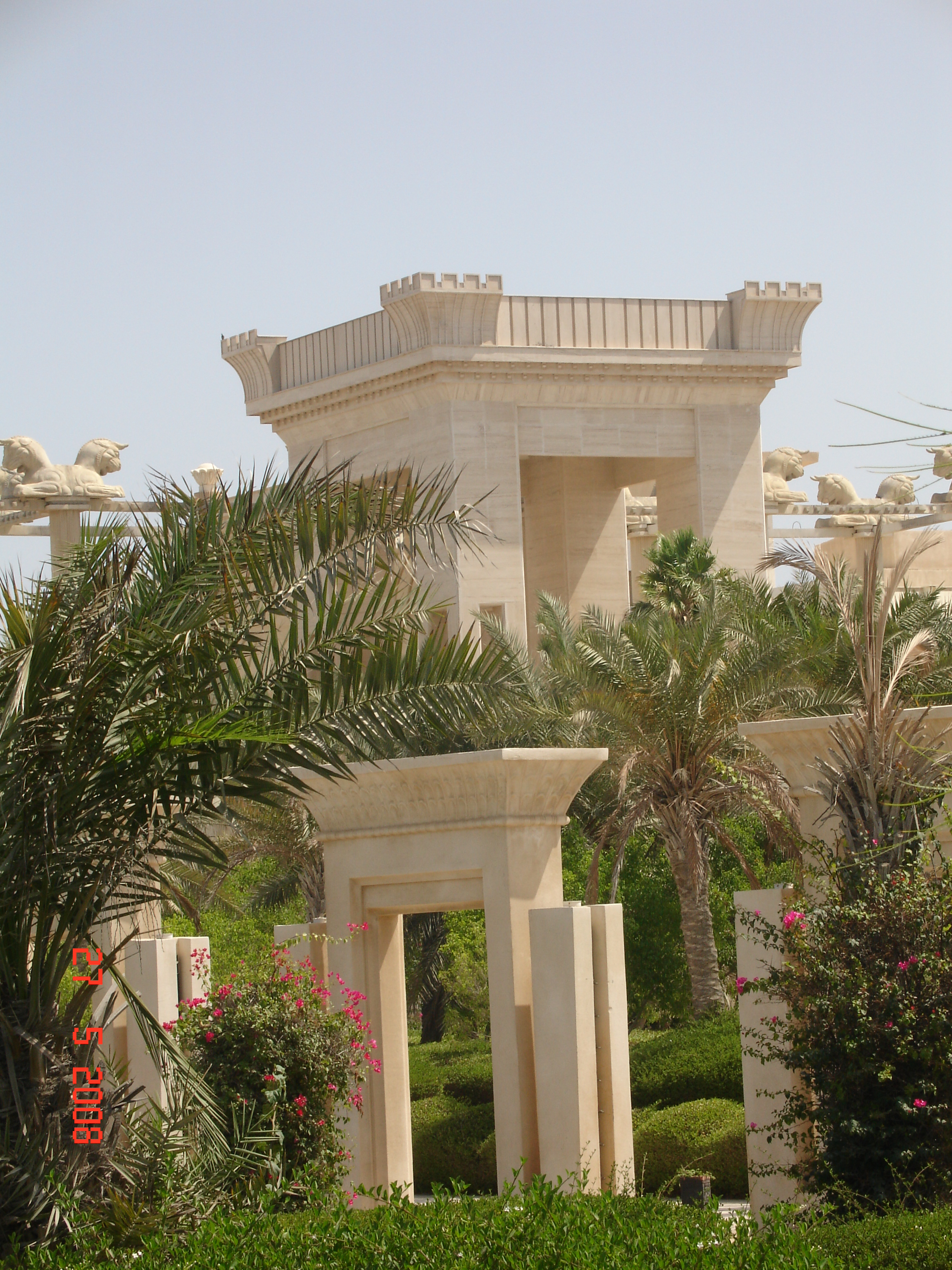
Dariush Grand Hotel, Isola Kish, Golfo Persico
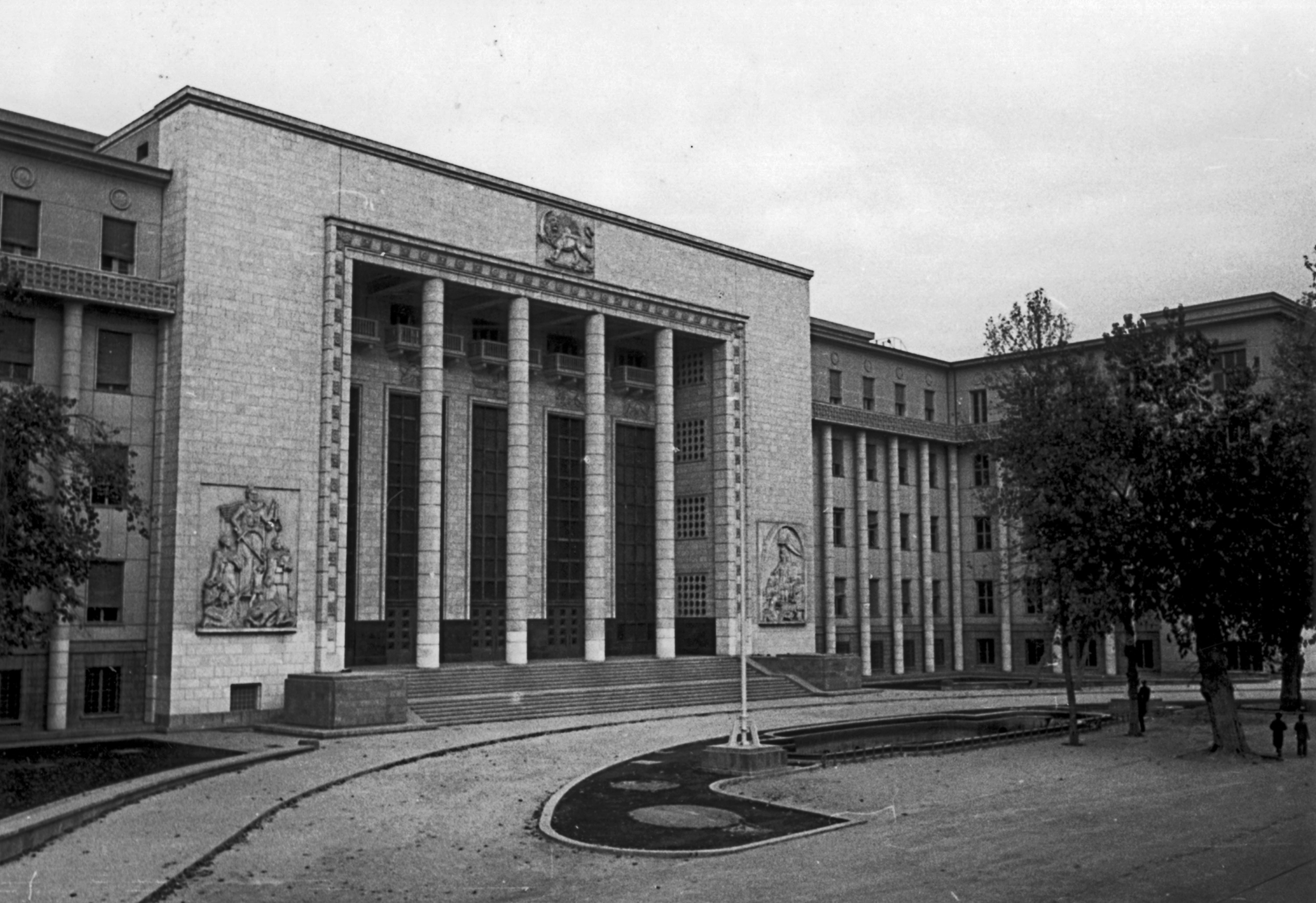
Palazzo di giustizia di Tehran
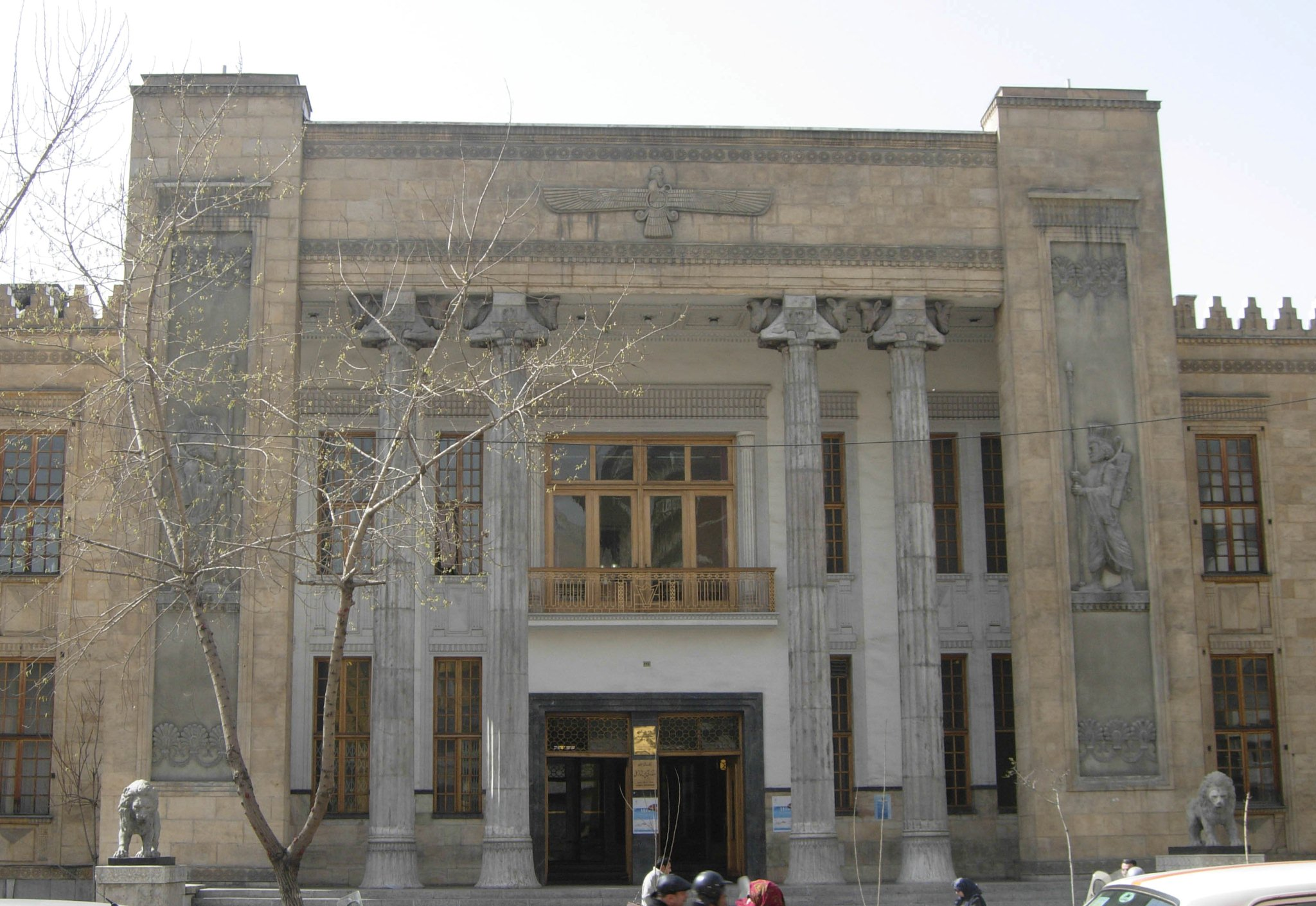
Sanduq-e Pas-Andaz-e edificio della Banca Melli
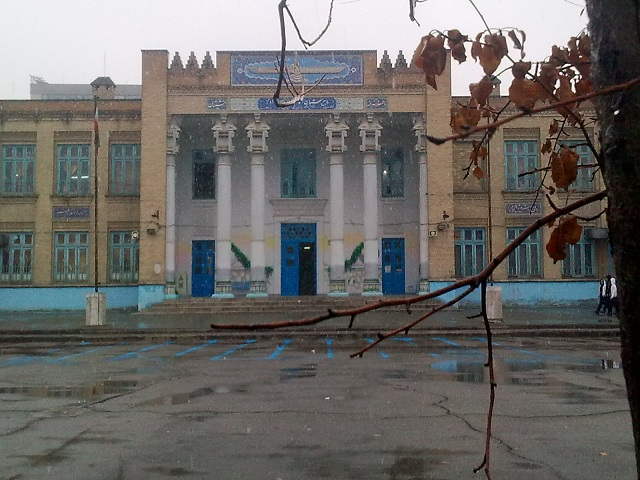
Scuola media superiore femminile Anooshiravan-e Dadgar
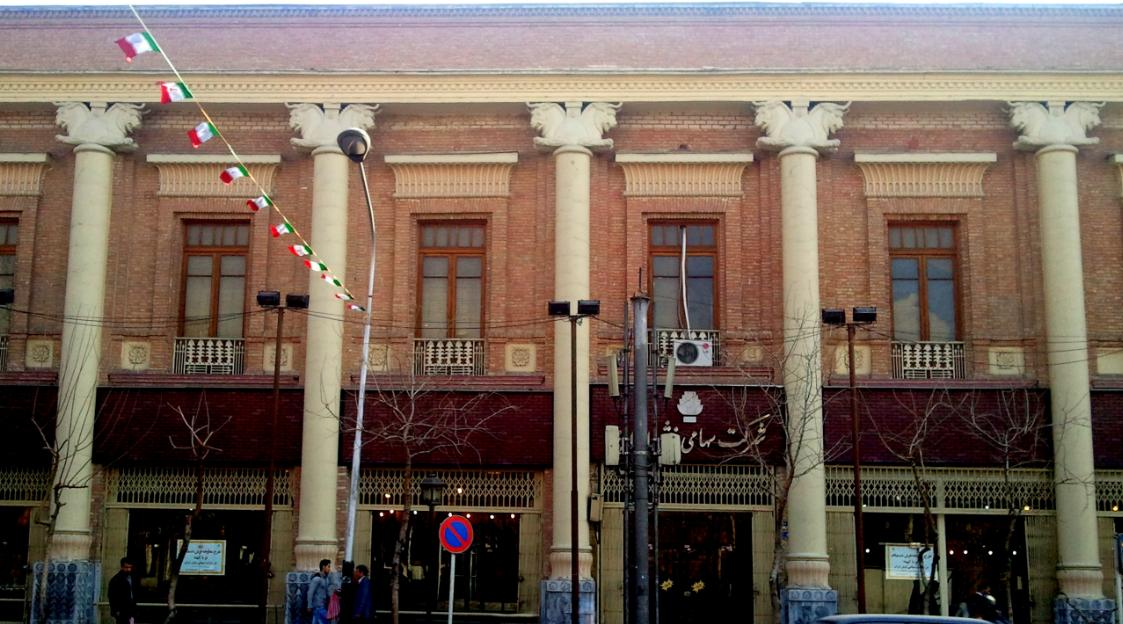
Sherkat-e Farsh-e